# تاريخ الهمبرغر

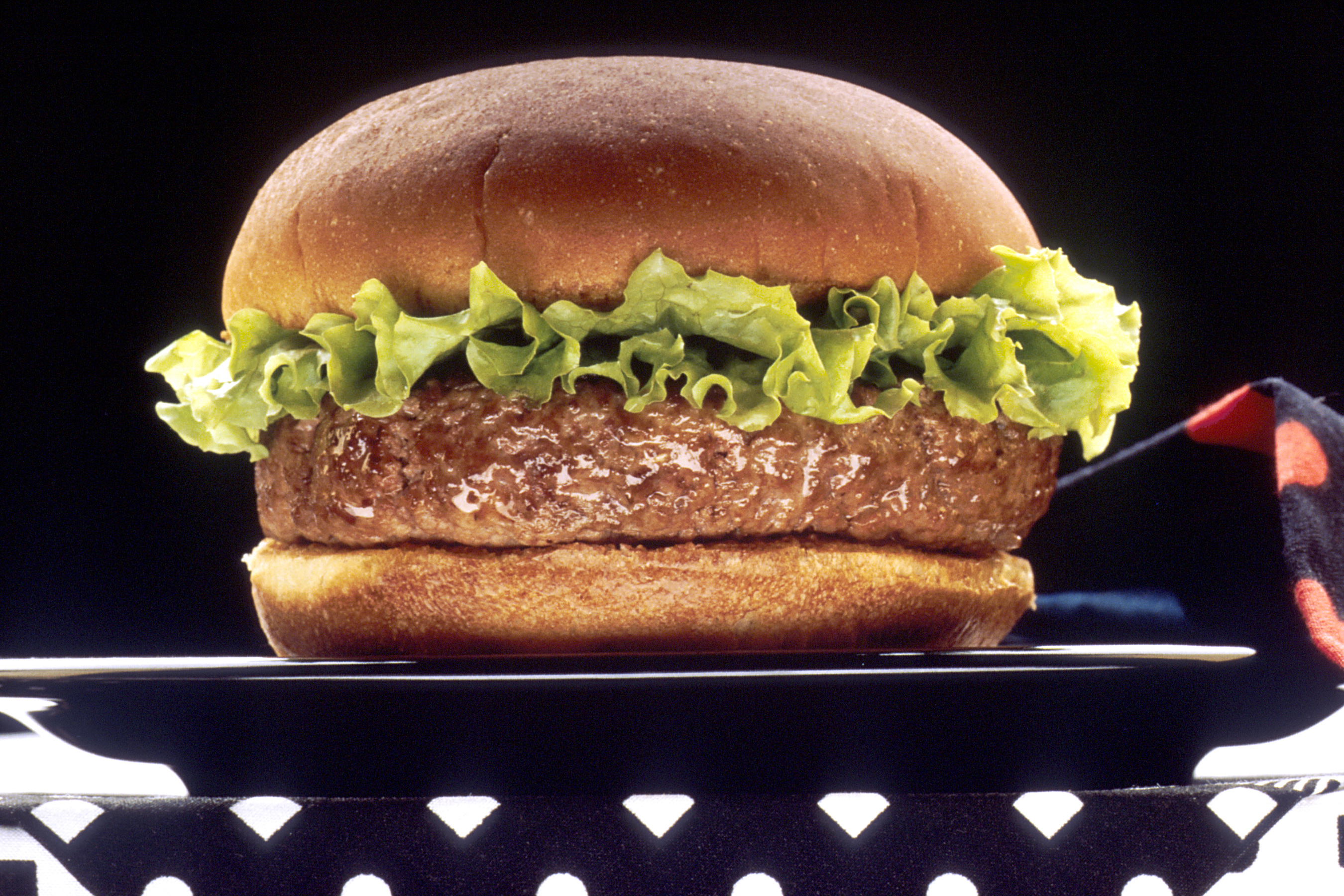
الهمبورجر مع الخبز والخضروات.

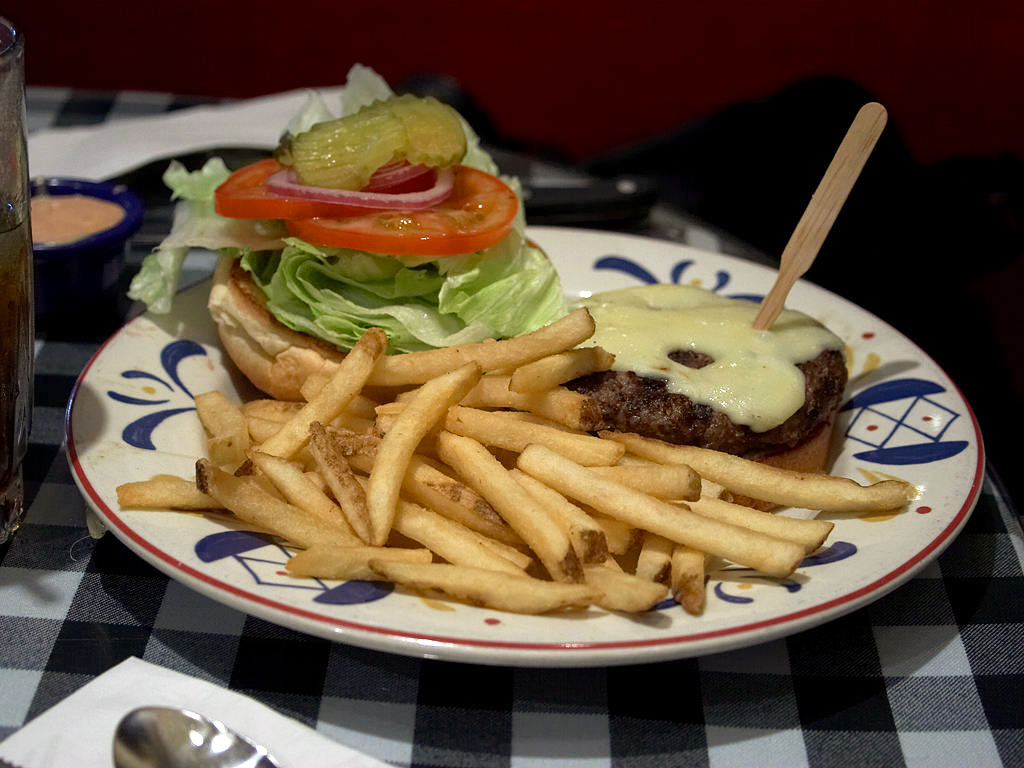
همبورجر بالجبن مع الخضروات وشرائح بطاطس مقلية.

أصل الهمبورجر غير مؤكد حتى الآن، ولكن من المرجح ظهوره في الفترة ما بين القرن التاسع عشر وأوائل القرن العشرين. ويُرجح ظهور هذا المنتج بسبب احتياجات المطبخ دوماً للتجديد، باعتبار الهمبورجر من من الوجبات السريعة التي تواكب الحياة العملية، بجانب أن تصنيعه له قيمة اقتصادية كبيرة.
أصل هذا المنتج غير معروف بشكل واضح حتى الآن، ولكن الأمريكيين هم أول من فكروا في الشكل الحالي للهمبورجر، وذلك بوضع شريحة من اللحم البقري المفروم (الهمبورجر) بعد طهيه بين شريحتي خبز، مع إضافة مكونات أخرى كالبصل والخس وشرائح من المخلالات، وتقديم مشروبات معه. أي أن مكوناته الرئيسية في إعداده هي الخبز واللحم البقري فقط؛ وذلك لفترة طويلة.
تاريخ هذا المنتج من الطعام لافت للنظر لأسباب عديدة، فطوال القرن العشرين كان هناك جدال على قيمته الغذائية، تعاظمت عام 1990. وقد ظهر الهمبورجر كوجبة معروفة في الولايات المتحدة بالتزامن مع ظهور الدجاج المقلي وفطيرة التفاح بطرق الطهي التقليدية الأمريكية.
انتشر الهمبورجر بعد ذلك في جميع أنحاء العالم كنتيجة لظهور العولمة وانفتاح بعض الثقافات على العالم، انتشرت معه أكلات من بلدان أخرى مثل الكباب العربي والبيتزا الإيطالية والسوشي الياباني. وانتشر الهمبورجر بسرعة شديدة في جميع أنحاء العالم، ربما بسبب سهولة وسرعة تحضيره، وكان يشتهر ببيعه بشكل خاص المطعم الأبيض ومطعم ماكدونالدز عام 1940. وقد أدى هذا إلى التوسع الاقتصادي العالمي، لمقارنة القوة الشرائية لهذا النوع من الطعام في مختلف البلدان حيث كان يتم بيع الهمبورجر في مطاعم ماكدونالدز بيج ماك وهو من سلسلة مطاعم الوجبات السريعة.
انتتشر الهمبورجر في القرن العشرين بصورة كبيرة جداً لأسباب عديدة ومختلفة، وارتبط انتشاره كوجبة سريعة ببعض المأكولات الأخرى المشابهة مثل الهوت دوج الأمريكي والكوريرست الألماني والبيتزا الإيطالي.

## الهمبورجر القديم

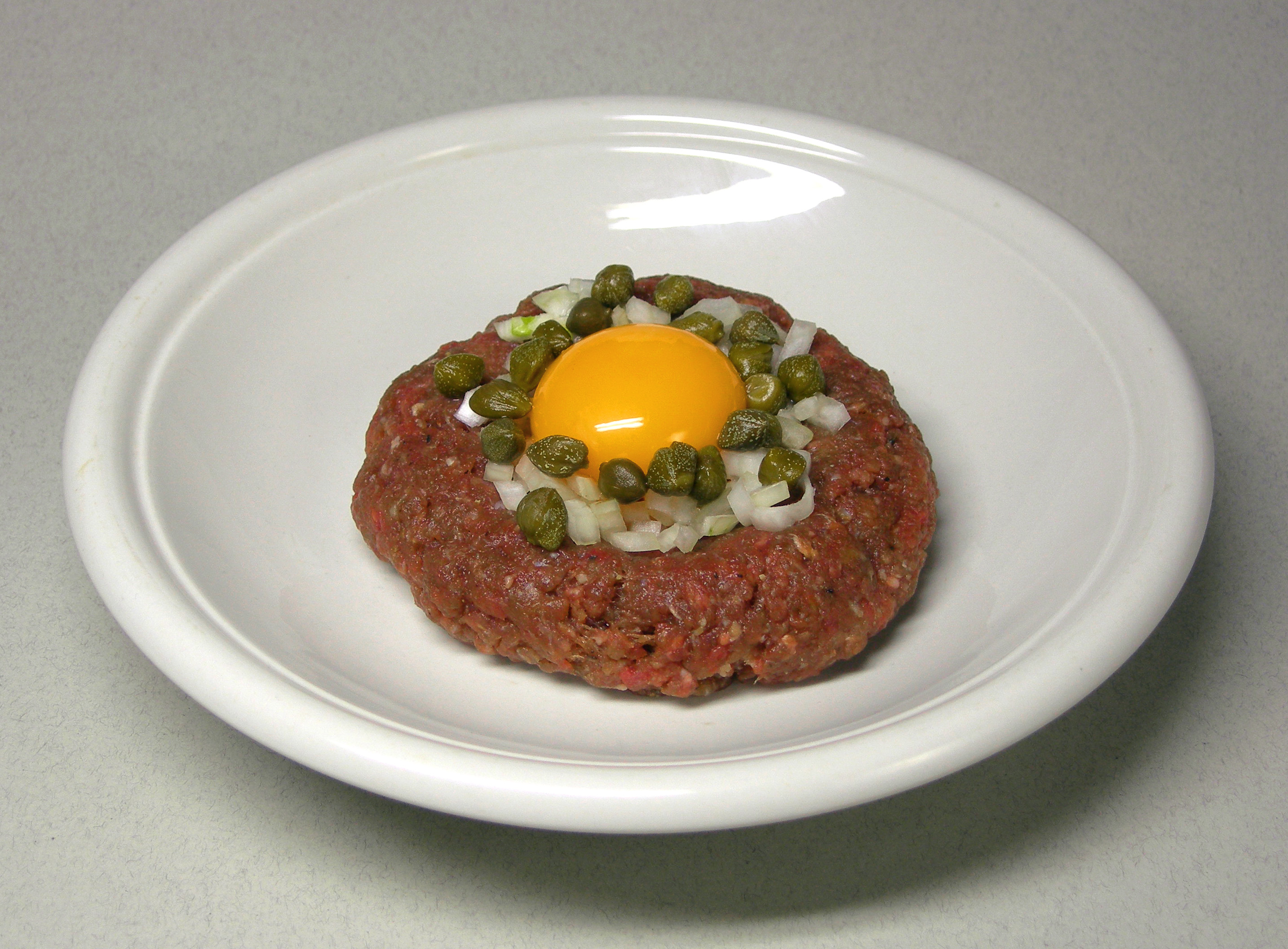
لحم على الطريقة المغولية.

أقدم مصدر وثق تحضيره قديماً كانت في الإمبراطورية الرومانية، وقد تم تسجيل طريقة تحضيره قديماً في كتاب يُسمى «دو ري كوكيناريا» وهو كتاب خاص بالطبخ. في هذا العمل، وصفت «ماركوس جافيوث أبيسيوث» الطباخة الرومانية، التي عاشت في عهد الإمبراطور تيبريو، طريقة تحضير الهمبورجر الأساسية قديماً.
ومن المرجح أن الهمبورجر كان يُستخدم من قبل جحافل الروم في المعسكرات لسهولة حمله وطهيه. فقد بدأت الجيوش الرومانية تستخدمه خلال فترة احتلال جيرمانيا.

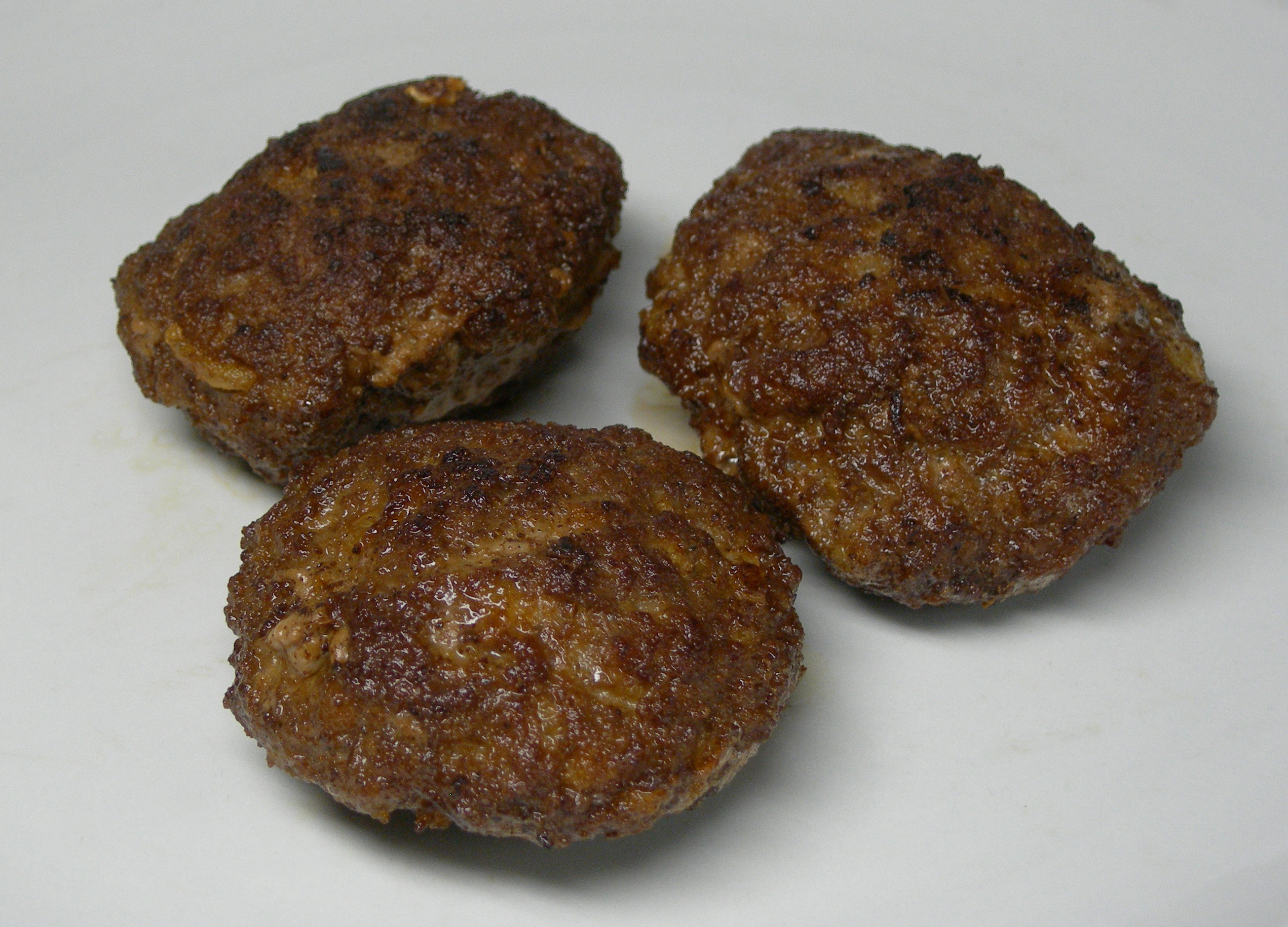
ثلاث قطع من الكفتة بالطريقة الألمانية.

قبل وقت طويل من عمل الهمبورجر في الولايات المتحدة، كان يوجد في أوروبا تشابه في طهي بعض الأطعمة. في القرن الثاني عشر، كانت المغول -وهي قبيلة من البدو الرحل- تحمل طعامها خلال رحلاتها المستمرة، ويتكون من أنواع مختلفة من الحليب ولحوم الحيوانات مثل لحم الخيول أو الجمال. وخلال عصر جنكيز خان (1167 - 1227)، جاء جيشه من الفرسان لاحتلال الجزءالغربي من الأراضي الحالية لروسيا وأوكرانيا وكازاخستان، وشكلت أوردا الذهبية. كان هذا الجيش من الفرسان يتحرك بسرعة، وأحياناً كان من ممكن أن يتوقف ليتناول الطعام، فكانوا مجبرون على أن يأكلوا وهم راكبون فوق الحصان. ولذلك كانوا يقومون بوضع بعض قطع اللحم في شكل شرائح تحت السرج (مقعد الحصان) وبهذه الطريقة كان يتم طهي اللحم مع الركض المستمر وحرارة الحيوان. ويُقال أنه ظهر نوع آخر من هذا اللحم وهو اللحم المفروم أثناء وجود الإمبراطورية المغولية حتى انقسم فيت وقت مبكر من سنة 1240. وكان من المعتاد أن يتبع الجيوش مجموعات من الحيوانات المختلفة مثل (أسراب أو قطعان الخيول والأغنام والثيران، الخ) التي كانوا يستخدمونها ليحصلون على البروتين اللازم أثناء الحروب. وقد قام الرحالة ماركو بولو بعمل أوصاف لعادات الطهي عند المحاربين المغول، مشيراً إلى اللحم الذي كان يتم طهيه كان يكفي مائة جندي.
عندما غزت الجيوش المغولية روسيا، تركت هناك بصمتها في عمل اللحم المفروم. فأول وصفة أرز مع شريحة اللحم في المطاعم -وهو ما يُعد من الطرق التقليدية في المطعام الآن- لم تظهر حتى سنة 1938. وعلى الرغم من أنه لم يكن لها اسم واضح، فقد قدم الكاتب جول فيرن أول وصفة لشريحة اللحم مع الأرز في عام 1875 في روايته مايكل. وكان هناك تشابه بين الطريقة المغولية والطريقة الألمانية في طهي اللحم مع الأرز. وظهرت أنواع أخرى من اللحم المفروم الخام في إيطاليا في القرن العشرين، في عام 1930 في بار هاري في فينيسيا. وعلى نفس الطريقة، ظهرت واحدة من أقدم المراجع الموثقة تُسمى ب«سجق الهمبورجر» باللغة الإنجليزية في عام 1763 في كتاب الطهي بعنوان«فن الطهي السهل» للمؤلف هانا غلس (1708-1770). ويتكون سجق الهمبورجر من اللحم المفروم ومجموعة متنوعة من التوابل مثل: جوزة الطيب والقرنفل والفلفل الأسود، الثوم، الملح، الخ. وكان يتم تقديمه مع الخبز المحمص. وبذلك تم عمل الكثير من الأطباق الأوروبية التقليدية مع اللحم المفروم، مثل فطيرة اللحم والكفتة.
بينما كان يتم استخدام اللحم المفروم في أوروبا وآسيا الوسطى، ومكونات أخرى للهمبورجر، انتقل استخدام الخبز، بطرق عديدة. ومن بين استخدماته العديدة تقديمه مع الوجبات السريعة، وكان يُطلق على الخبز كلمة شطيرة حتى القرن الثامن عشر. وعلى الرغم من طرق عمل الهمبورجر العديدة التي أدعت بعض البلدان انها ملكا لها، تم تسمية الخبز بالشطيرة في عام 1765 تقريبا بسبب الاستقراطي الأنجليزي جون مونتاجو، الذي كان يحب أن يتناول الهمبورجر مع الخبز. ومع ذلك، حتى عام 1840 عندما وصف كوك إليزابيث ليزلي في كتاب الطبخ وصفة عمل الهمبورجر مع الخبز لأول مرة، لم تكن تلك الطريقة مُستخدمة في الولايات المتحدة. وكان الخبز دائما جزءا من تطوير جميع أنواع الصناعات الغذائية، بما في ذلك الصلصات، على سبيل المثال تلك التي وصفها كارميه في كتابه فن الطبخ الفرنسي في القرن التاسع عشر.

### ميناء هامبورغ

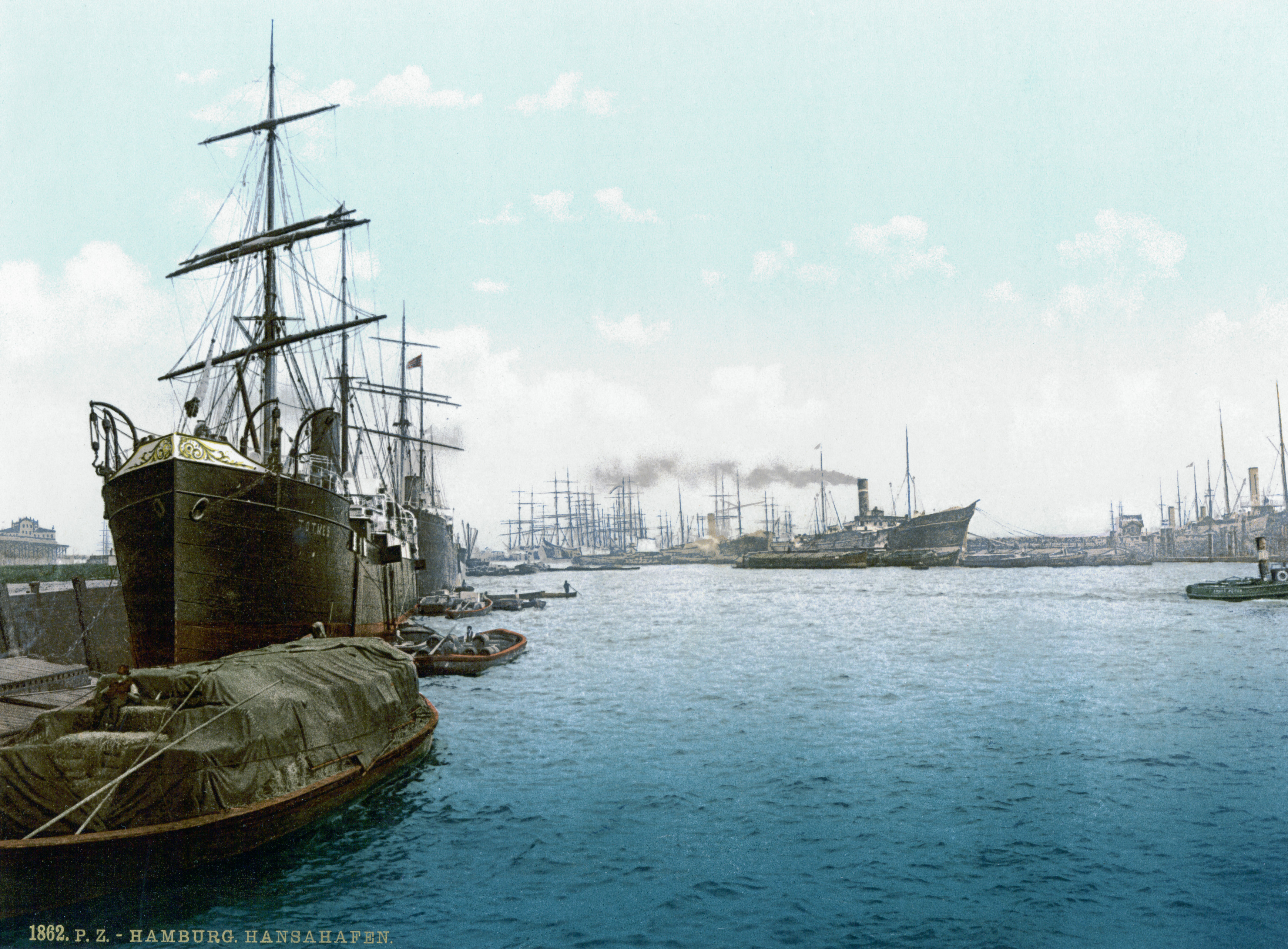
ميناء هامبورغ في عام 1890.

وكان اللحم المفروم نادرا مايوجد في الأكلات في القرون الوسطى. ولكن اللحم نفسه كان عنصرا موجودا في جميع الطعام. وكان فرم اللحم يقوم به الجزارين في القرون الوسطى وكانت كتب الطبخ في هذا الوقت لا نرى هذه العملية سوى طريقة مبتكرة من أجل الحفاظ على اللحوم. في القرن السابع عشر السفن القادمة من روسيا جلبت معها وصفات وطرق طهى اللحمة في ميناء هامبورغ، وبالتالي فإن وجود كثير من المواطنين الروس هناك جعلهم يسيطرون على ميناء هامبورغ (بالألمانية هامبورغ هافين) «الميناء الروسي». جعلت المعاملات التجارية التي قامت بها الهانزية من القرن الثالث عشر إلى القرن السابع عشر هذا الميناء واحدا من أهم المواني في أوروبا وكان له أهمية تجارية كبيرة كما أدخلت له رحلات كثيرة. أثناء الاستعمار الأوروبي لأمريكا، وتدفق أعداد كبيرة من المهاجرين إلى هذا المنفذ أصبح نوعا من «الجسر» بين الوصفات الأوروبية القديمة والوصفات الجديدة التي تم تطويرها في أمريكا.
خلال النصف الأول من القرن التاسع عشر، تم تأسيس ميناء هامبورغ باعتباره واحدا من أهم الموانئ في عبور الركاب والبضائع إلى أمريكا. وكان معظم المهاجرين الذين يسافرون إلى العالم الجديد ينزلون هناك. وبالتالي، فإن الشركة الألمانية همبورجر أمريكا لاين، والتي تسمى أيضا هامبورجر أمريكاستش أكتين باكتفاهارت (HAPAG)، ظلت ما يقرب من قرن من الزمان تعمل هذه الشركة على نقل الناس والبضائع عبر المحيط الأطلنطي. مع أكثر من حجم بدأ تشغيل الشركة في عام 1847 وبدأ المهاجرين الألمان في الذهاب إلى تلك الشركة للسفر، والكثير منهم كانوا في الفترة من 1848-1849. كما استخدمت الغالبية العظمى من المستوطنين والمهاجرين من مختلف أنحاء شمال أوروبا هذا الميناء للذهاب إلى الولايات المتحدة، ونقلوا معهم أيضا طرق الطهي التي توجد في بلادهم. وكانت مدينة نيويورك هي أكثر مكان تأتي منه سفن السفر. وفي العديد من المطاعم في منطقة بيج أبل كان بتم عرض شرائح لحم الهمبورجر بأسلوب خاص من أجل جذب البحارة الألمان. وفي ظهر القوائم كان يوجد بشكل متكرر كان يتم عمل شرائح لحم الهمبورجر على غرار («شرائح لحم الهمبورجر في [الولايات المتحدة]»)، حتى طريقة عمل البوفتيك أيضا. مما يعني أن أغلبية المهاجرين الأوروبيين كانوا من الولايات المتحدة، وبالتالي معهم تم نقل طريقة عمل اللحم المفروم وطهيه.

### بورتو-هامبورجر «شرائح لحم الهمبورجر»
في أواخر القرن التاسع عشر أصبح الهمبورجر منتشرا وفي جميع قوائم مطاعم ميناء نيويورك. فكانت شرائح لحم الهمبورجر من اللحم البقري المفروم مع الملح الخفيف، والبصل وكان يُدم مع الفتات والخبز. ومن المحتمل جدا أن المهاجرين الألمان هم من قاموا بنشر تلك الطريق لعمل اللحم المفروم أثناء سفرهم إلى العالم الجديد حيث أن هناك مايُشير إلى أن شرائح لحم الهمبورجر كانت من ضمن قوائم مطعم دلمونيك في عام 1837 وكان يتم تقديمه للزبائن بسعر 10 سنتا وكان يقوم بطهي تلك الوجبة الشيف الأمريكي تشارلز رانهوفر (1836 -1899). هذا السعر كان يُعتبر غالى في تلك الفترة، كان ضعف ما يتم دفعه لشريحة لحم بقري بسيطة (بيف ستك). ومع ذلك، فإن شرائح لحم الهمبورجر كانت هي الأكثر استخداما وانتشارا بسبب سهولة إعدادها وسعرها انخفض مع اقتراب نهاية القرن. ومما يدل على أهمية الهمبورجر في ذلك الوقت هو أن بعض كتب الطبخ كانت تكتب طرق طهيه وتذكر تطوراته بالتفصيل، وهناك أيضا بعض الكتب تبين أن هذا النوع من اللحم كان يوجد في عام 1887 في بعض المطاعم الأمريكية، وكان يُستخدم أيضا لتغذية المرضى في المستشفيات. وفي هذه الكتب، تم ذكر ان اللحم الخام أو الهمبورجر كان يتم وضع بيض معه أثناء الطهي.
وكان في ذلك الوقت توجد وصفات مختلفة لعمل الهمبورجر في قوائم المطاعم في الولايات المتحدة، واحدة منهم، على سبيل المثال، «همبورجر بفتيك» وكان شبه الهمبورجر ستيك المعروف باسم ستيك سالزبوري (كان يُقدم عادة مع الصلصة والمرقة وكانت الصلصة تعطي لونا بنيا)، فتلك الوصفة اخترعها الدكتور جيمس ساليسبري (1823-1905)، والجدير بالذكر أن مصطلح «ستيك سالزبوري» تم استخدامه في الولايات المتحدة منذ عام 1897 حتى اليوم وفي مدينة هامبورغ وكذلك في أجزاء من شمال ألمانيا، كان يتم تسمية هذا النوع من الهمبورجر فريكاديلا أو فريكنديلا أو بوليت، وكان يتم تقديم ذلك النوع كثيرا هناك. بينما طريقة عمل الهمبورجر التقليدية كانت في شليسفيغ هولشتاين، وكان يتم تقديم الهمبورجر دافئا. على أي حال، فإن كلمة «همبورجر» هي الصفة في المدينة الإنجليزية والألمانية من هامبورغ. وبالتالي، فإن مصطلح «شريحة لحم الهامبورجر» يتم استبدال أحيانا بكلمة «همبورجر» وفي عام 1930 وفي سنوات لاحقة أصبحت مجرد «برجر» ويُستخدم هذا المصطلح الأخير من ضمن الكلمات الجديدة التي تسمى المتغيرات المختلفة للهمبورجر مثل: تشيز برجر (تشيز برجر)، باكنو برجر (عبارة عن برجر مع لحم الخنزير المقدد)، بروك برجر (وهو برجر لحم الخنزير)، موس برجر (برجر الأيائل، الخ). وهناك غيرها من الأطعمة التي تم تغيير اسمائها لتعطي أسماء مشابهة للغة الإنجليزية الأمريكية، كما هو الحال مع صحيفة فرانكفورتر، التي تم اختصار اسمها ليصبح «فرانك».

## الهمبورجر الجديد

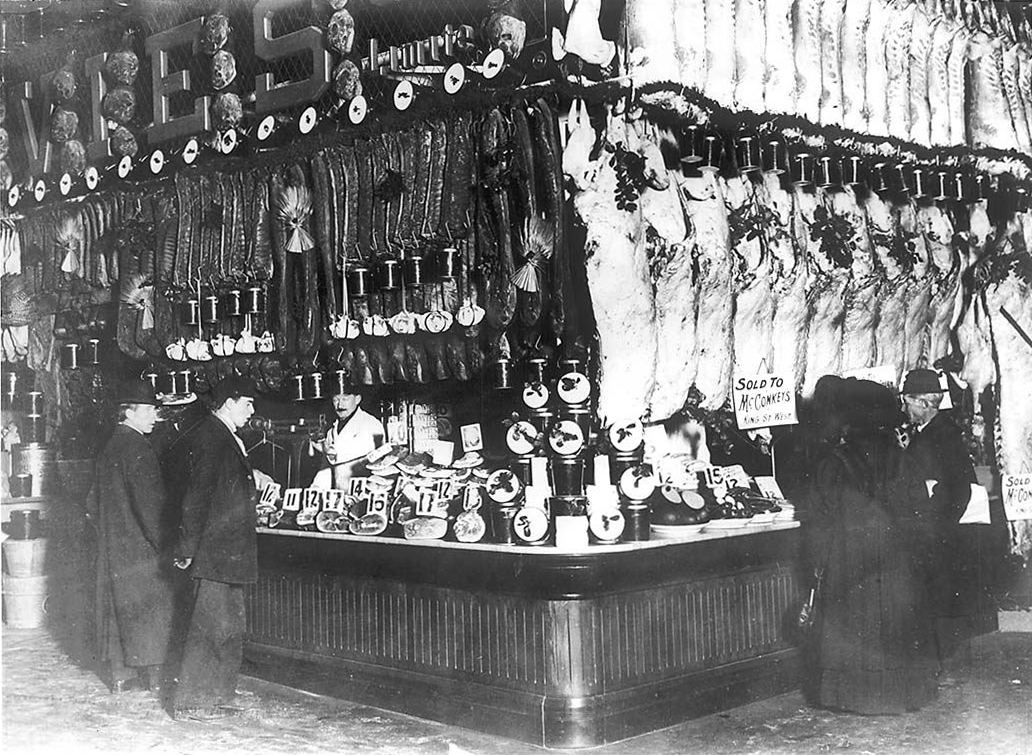
وليام ديفيس شركة في سانت لورانس للتسوق. تورنتو، كندا. يظهر هذا المشهد الازدهار الكبيرة في سوق اللحوم التي ظهرت في أوائل القرن العشرين في الولايات المتحدة.

وصلت وصفات الهمبورجر الجديدة التي جاءت مع المهاجرين إلى البلدان الأخرى عن طريق السفر. وكانت أمريكا تقوم بارسال الهمبورجر إلى العالم الجديد بناء على طلب المستوطنين الأمريكيين هناك وذلك لأنه من الوجبات السهلة والسريعة التي تواكب سرعة الحياة. وكان آخرين منهم، على العكس تمام، كان ينظرون لميناء الهمبورجر على انه المولد الأول للهمبورجر الاستيك في وصفات الأكل من بعد العالم القديم في أوروبا. والحقيقة هي أن اسم همبورجر هو المعروف اليوم، وكان العديد من المخترعين من عام 1885 إلى عام 1904 (أي ما يقرب من عقدين من الزمن)، يرون أن الهمبورجر هو أحد المنتجات الغذائية المصنعة التي ولدت مع القرن العشرين وسيُكمل مئات السنين. وقد انتشر في جميع أنحاء العالم لأنه من «الوجبات السريعة» التي تواكب الحياة العملية بامتياز.

### القارة الجديدة: الولايات المتحدة
من الأسباب أيضا التي ساعدت على انتشار الهمبورجر هو التقدم التقني واستخدام الميكانات لتصنيع اللحوم. ويرجع ذلك إلى المهندس الألماني كارل الدريس الذي اخترع في القرن التاسع عشر، الجهاز الأول لعمل اللحم المفروم. وجعلت الآلة اللحم المفروم متاح في السوق بكميات كبيرة وبأسعار مناسبة. وفي وقت لاحق، حوالي عام 1845، في الولايات المتحدة تحسنت جودة تصنيع اللحوم في وجود هذه الآلات التي تستطيع تقطيع اللحوم لأحجام لا يمكن تخيلها. فقبل اختراع هذة الالآت، كان يتم عمل اللحم المفروم في المنزل، مما جعل كمية اللحم المفروم تكون ليست كبيرة وذلك لانها كان يتم عملها يدويا قبل أن تُطهى. ومن المرجح أن هذة الالآت قد ساهمت بشكل مباشر في انتشار الهمبورجر ستيك وتم تدريجيا في أمريكا نسيان ان تلك الوجبة اصلها ألماني.

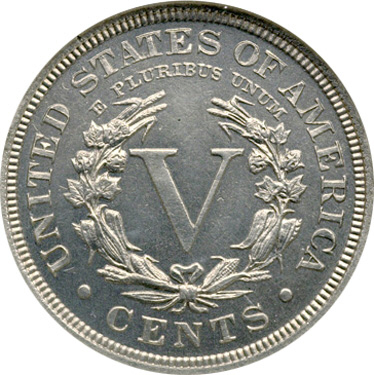
النيكل (خمسة سنتات) استمر لعقود وكان سعر شطيرة من لحم البقر في الولايات المتحدة.

وقد أدى تطور الالآت التي ساعدة على نشر الهمبورجر إلى زيادة القدرة على إنتاج اللحم البقري من خلال تكثيف الإنتاج الحيواني. وتم تكريس المزيد والمزيد من الأراضي إلى الماشية في أواخر القرن التاسع عشر، مما أعطى فرص عمل أكبر لرعاة البقر، وسرعان ماأصبحت الولايات المتحدة واحدة من أكبر منتجي ومستهلكي لحوم البقر في العالم. وفي عام 1880 كان هناك زيادة في لحم العجل مثلما كان هناك زيادة في لحم البقر في العصر الذهبي مما يدل على وفرة الإنتاج الريفي وكان من الضروري نقل اللحوم باستخدام السكك الحديدية من المناطق الزراعية إلى المناطق الحضرية. وكان من يستخدم نقل اللحوم عن طريق السكك الحديدية بالشحنات المبردة هي شركة غوستافوس سويفت (1839-1903) التي تطور أساليب تعبئة وتغليف اللحوم (مثل لحم البقر) وساعدت في جلب اللحوم الطازجة إلى المناطق الحضرية والصناعية في الولايات المتحدة، باسم مدينة شيكاغو، وتم الربط بينها وبين الساحل الشرقي، حيث يتم إنتاج لحوم البقر بكميات كبيرة. وكانت لحوم البقر بالفعل، في ذلك الوقت، وسيلة رخيصة، متاحة للطبقة العاملة، وكان ستيك الهمبورجر في متناول الغالبية العظمى من السكان، مما أدى إلى مزح بعض الكتاب قائبين «أمريكا حلم لحوم البقر» و ('حلم لحوم الأبقار الأمريكية'). وفي هذا الوقت أصبحت شركة فلوكس تتخصص في توريد لحوم البقر على شكل شرائح (مختلطة أحيانا مع المأكولات البحرية في ما يسمى بالأمواج والعشب).
وكانت القدرة العالية لإنتاج الأبقار وارتفاع الطلب بسبب الاستهلاك من قبل الجمعية الأمريكية يجعل صناعة اللحوم قوية تزدهر في وقت متأخر من القرن. ومشاكل الفساد سرعان ما نشبت بين مختلف الشركات في صناعة اللحوم التي عرضت صحة الناس واللحوم للخطر. في بداية هذا القرن، نشر الكاتب أبتون سنكلير «كتاب الشكوى»، والذي يحكي عن المؤامرات الخيالية والفساد في شركات صناعة اللحوم الولايات المتحدة. أثار هذا الكتاب الوعي في المجتمع حول الصرف الصحي في لحوم البقر المعالجة وإنشاء قانون الغذاء والدواء برعاية إدارة الاغذية والعقاقير في الولايات المتحدة. فهو يُعد علامة فارقة في تاريخ لاحق للهمبورجر، وكان يجب على المطاعم أن تثبت صحة اللحوم المطبوخة. وفي مطلع القرن العشرين قام المؤلف آرثر كاليت بنشر كتابا في عام 1933 بعنوان: «100,000,000 خنازيرا غينيا؛ وكان بتضمن الأخطار في الأطعمة اليومية، والمخدرات، ومستحضرات التجميل» وكان يُحذر لأول مرة من احتواء الهمبورجر على المواد الحافظة.

### الجدل حول أصول الهمبورجر
حتى لم يتم معرفة أصل الهمبورجر بشكل دقيق، وربما لا يتم أبدا معرفته على وجه اليقين. فمعظم المؤرخين في ذلك الوقت يقولون ان طباخا لأول مرة وضع الهمبورجر أو شريحة اللحم بين شريحتين من الخبز. فمن الصعب تحديد من هم الذين كان لديهم تلك الفكرة لأول مرة، لأنه لا توجد أدلة مكتوبة حول هذا الموضوع، ولكن كانت الأوصاف عن طريق الفم فقط وكتابة البيانات مباشرة في الصحافة المحلية.

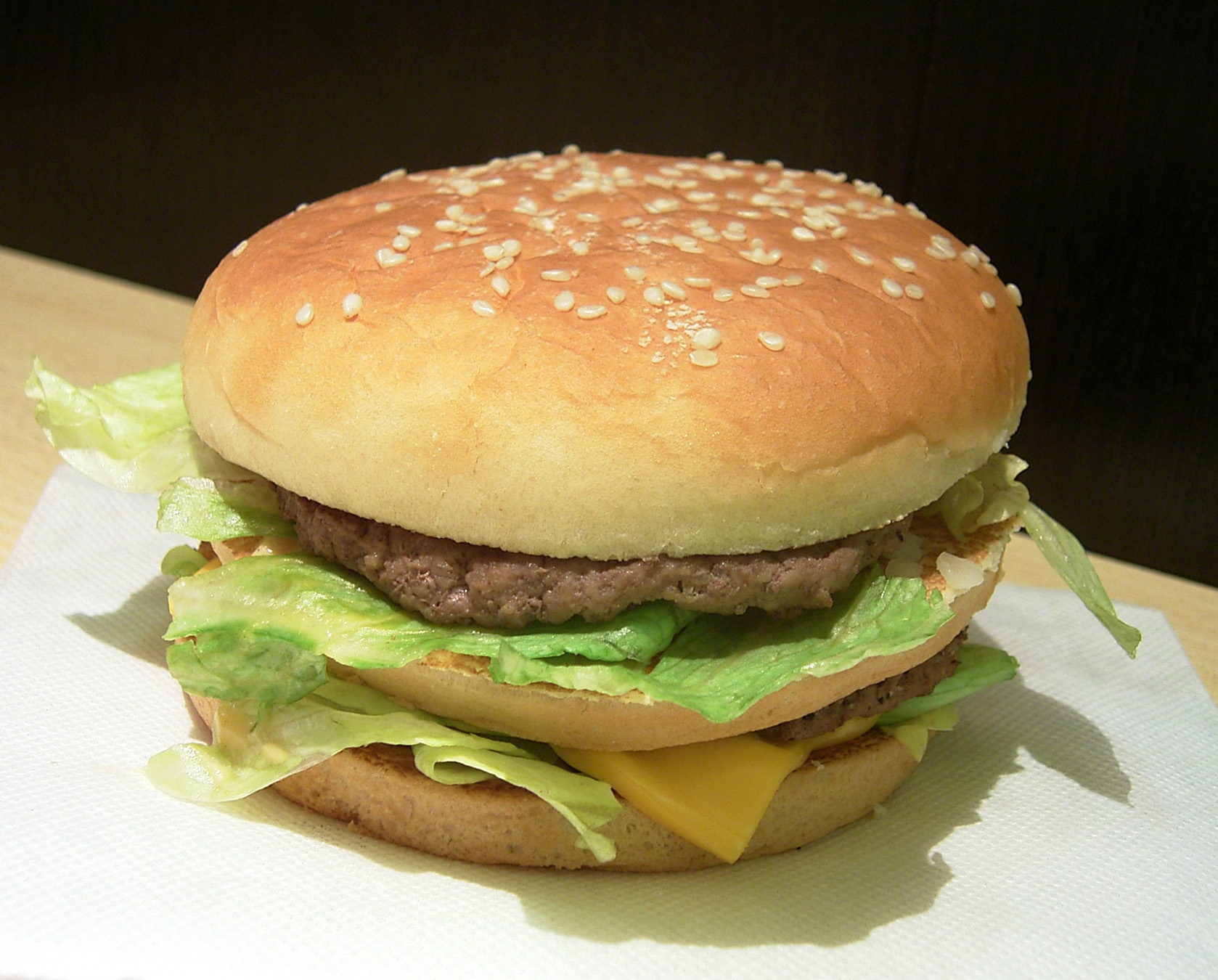
البيج ماك هو الشكل الحالي للهمبورجر.

ومع ذلك، يُقال أنه قد تم طهي الهمبورجر لأول مرة في الفترة من 1885-1904، مما يسمح للحد من وقت إنشائها في فترة من بضعة عقود من الزمان. وعلى الرغم من القصص المتباينة حول أصولها، فهناك عناصر مشتركة في اختراعه، وأبرزها أن الهمبورجر كنوع من الغذاء مرتبط بالمعارض والمؤتمرات والمهرجانات. وكان يستخدمه أيضا الباعة المتجولين.
كان تشارلي ناجرين (1870-1951) من سيمور، ويسكونسن، عن عمر يناهز ال 15 عاما، يقومون بعمل شرائح لحم الهمبورجر وبيعها في كشك مهرجان أبليتون الذي يُقام في المعرض السنوي. وذكر تشارلي ناجرين أنه بدأ بيع شرائح لحم الهمبورجر، ولكن هذه الطريقة لن تثمر نجاحا لانها كانت غير عملية بالنسبة للناس الذين يزورون المعرض لأن الناس تريد أن تتحرك في المهرجان بحرية دون الحاجة إلى أن تكون واقفة في مكان لتأكل، وهذا هو السبب الذي جعل ناجرين يُقرر أن يضع شريحة لحم الهامبرجر بين شريحتين من الخبز ويقدمه للناس حتى يتمكنوا من التحرك بحرية من مكان لآخر وهم يتناولون الشطيرة بسهولة، وهذه الطريقة نجحت كثيرا.وفي عام 1885، تم عمل مايُسمى ب «همبورجر تشارلي». وظل يبيع تشارل ناجرين الهمبورجر في المهرجان حتى وفاته في عام 1951. ويُقام اليوم سنويا «همبورجر المهرجان» تكريما له في مدينة سيمور بولاية ويسكونسن.
وكان الطباخ فليتشر ديفيس (ويُسمى 'ديف القديم')، هو صاحب فكرة وضع اللحم المفروم في الخبز في أواخر 1880 في أثينا، تكساس. وكان فليتشر يشارك زوجته في كشك في معرض سانت لويس الدولي عام 1904. وذكر الصحفي فرانك اكس تولبرت أن البائع فليتشر ديفيس خدم في مقهى في شارع 115 تايلر في أثينا، في نهاية عقد 1880. وقال السكان المحليين أن ديفيس كان يبيع شطائر اللحوم خلال ذلك الوقت، دون أن يكون قد وضع تسمية واضحة لاختراعه.
في نفس العام كما تم عمل هامبورجر تشارلي نسبة لتشارلي ناجرين في مدينة هامبورغ في نيويورك، قام الطباخين المتجولين فرانك وتشارلز منتشس من أكرون، أوهايو، طهاة بتعميم تلك الفكرة في المعارض، وأكدوا بأنهم قاموا ببيع سندويتش لحم بقري مفروم في مهرجان «معرض مقاطعة إيري» (المعروف أيضا باسم «همبورجر إيري»). ووفقا لهم، اسم همبورجر جاء من بعد أن تم بيع هذا السندويتش لأول مرة في مدينة نيويورك. ولكن تلك المعلومة ليست مؤكدة تماما لانه ليس هناك أثبات عليها وتم معرفتها شفهيا فقط. وطيقا لوصفهم فهناك مكونات سرية كانوا يستخدمونها في وصفاتهم البدائية مثل القهوة أو السكر البني.
كما ذكر الطباخ أوتو كوك، أنه في عام 1891، في ميناء هامبورغ (ألمانيا)، قاموا بعمل سندويتش شعبي جدا بين البحارة وكان عبارة شريحة من لحم الهمبورجر المشوي مع الزبدة وتُقدم مع البيض المقلي.وكان يُسممى بالألمانية ساندويتش بفتيك. وكان العديد من البحارة من السفن التي أبحرت من هامبورغ، وصولا إلى نيويورك يطلبون في المطاعم ستيك بطريقة هامبورغ.
تقول بعض المصادر أن البرجر ظهر لأول مرة في ولاية كونيتيكت، وتحديدا في عام 1895 في نيو هافن. كما قالت صحيفة محلية ان لويس ارسن مهاجر دنماركي وصل إلى أمريكا في عام 1880، وباع الزبدة والبيض كبائع متجولا في عام 1895. وفي عام 1974، في مقابلة مع صحيفة نيويورك تايمز، ذُكر كيف كان يتم الاستعداد لأول مرة في مطعم لويس لانش' لتحضير شطيرة الهمبوجر ومن شرائح صغيرة من لحم البقر في عام 1900. وفي المواجهة بين فليتشر وكينيث ديفيس ارسن (حفيد لويس) فهناك كتاب يوضح إعداد البرجر تم نشره في عام 1990، ويأكد على الفرق بين شريحة الهمبورجر وشطيرة الهمبورجر.

### المكونات
عندما تم وضع الهمبورجر في الخبز وبيعه بدأت أضافة مكونات جديدة له مثل الخص والمخللات والجبن أو البيض والكاتشب والمايونيز. وكلن الكاتشب يُعتبر نوعا من صلصة الطماطم له مزيجا من النكهة الحلوة والحامضة معا وبدأ بيع الهمبورجر بهذا الشكل في عام 1869 من قبل رجل الأعمال ورئيس الطباخين هنري جون هاينز في شاربسبورج، بنسلفانيا. وكانت تسمى في الأصل شركة انكور بيكل وفينجار وركس وتقوم بعمل (المخلل ومنتجات الخل) وفي عام 1888 تم الأعلان عنها. منذ هذا التاريخ تم استخدام الكاتشب وازداد استخدامه بين الأمريكيين، وليس من الغريب أن يكون للبرجر عاجلا أو أجلا شكل نهائي ومحدد في أواخر القرن التاسع عشر وأوائل القرن العشرين. وكان الخردل قديما من أحد مكوناته وكان الرومان بقومون باستخدام بهارات مصنوعة من نبيذ غير مختمر وبذور العنب. وتم إضافة المايونيز للهمبورجر منذ القرن الثامن عشر في فرنسا بعد انتصار البحار لويس فرانسوا أرمان دو بليسيس دي ريشيليو في ميناء ماهون في مينوركا تقريبا في عام 1756.

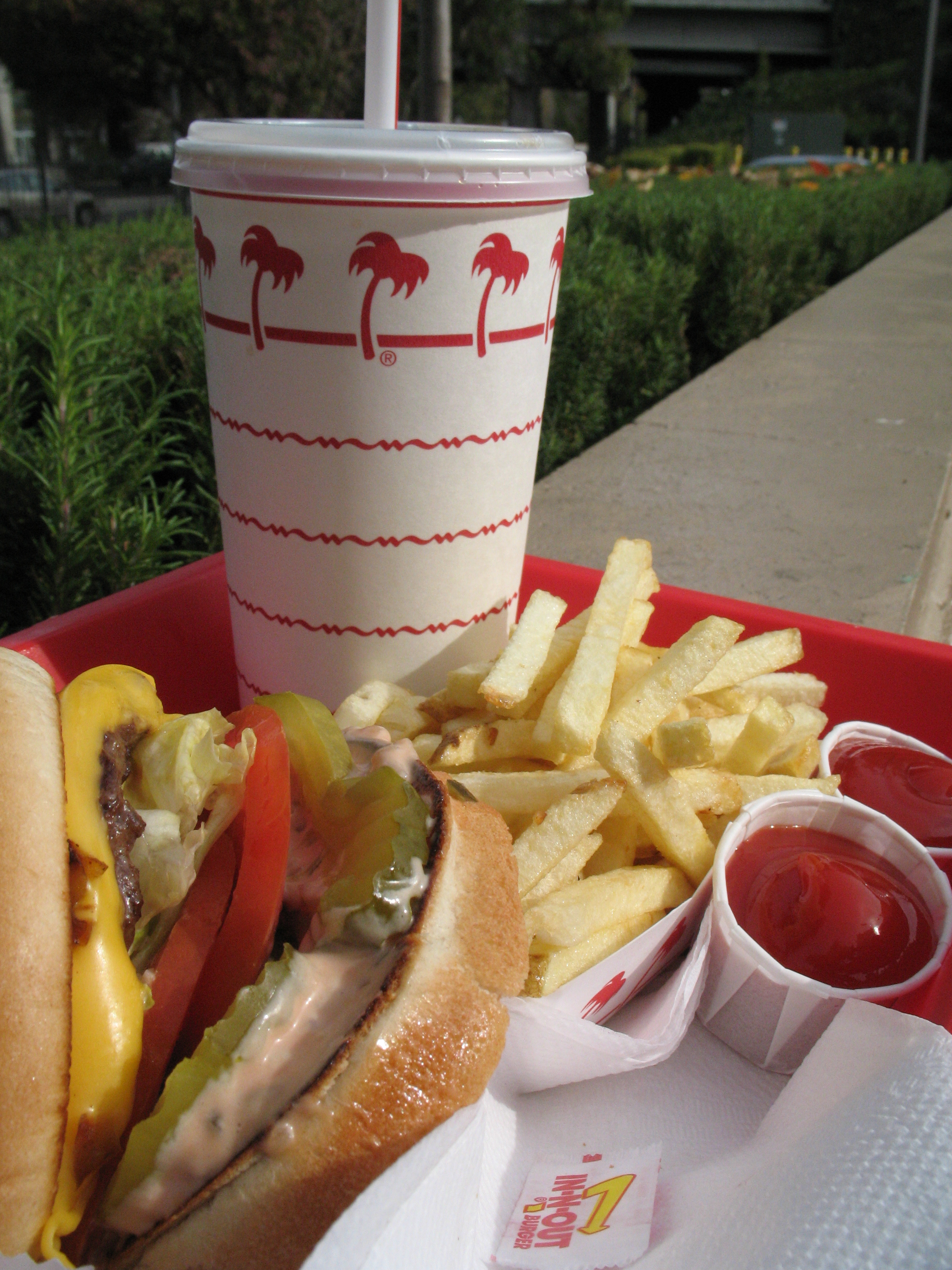
صورة لشكل الهمبورجر الحالي.

ومن بين الخضروات التي تُضاف للهمبورجر، البصل (ويكون مفرومة فرما ناعما عموما أوحلقات)، وكان يتم إضافته في سنتدويتشات الهمبورجر التقليدية الأمريكية. على سبيل المثال سندويتش بليت (BLT) يتم إضافة الخس له، وسندويتش روبن يتم إضافة المخلل الملفوف له، وسلطة الكرنب أيضاً. وكان من الممكن بعد وضع الهمبورجر في الخبز أن يتم إضافة كل هذه التوابل إلى الهمبورجر في أوائل عام 1940. وفي بعض الحالات كان له طعم مميز، مثل همبورجر تكس مكس خدم الذي يتم وضعه مع شريحة من الفلفل الحار.
كما قام البلجيكيون بعمل رقائق البطاطس المقلية لأول مرة. وقد ذكر المؤرخ البلجيكي جو جيرارد أن البطاطس المقلية كانت في بلجيكا وفي عام 1680 في منطقة هولندا الإسبانية، في «لل وادي ميوز بين دينانت ولييج، بلجيكا». وكانت الناس المتواضعة هناك دائما تعد وجبات الطعام مع كميات صغيرة من السمك المقلي، ولكن عندما جمد النهر فأصبح لا يمكن الصيد فيه، وحينها قاموا باستخدام البطاطس المقلية في الزيت. وتم عمل البطاطس المقلية في المقاهي كوجبة خفيفة في الولايات المتحدة الأمريكية منذ أوائل القرن التاسع عشر، ولكن لم تصبح أكلة شعبية حتى قامت شركات الوجبات السريعة مثل (ماكدونالدز وبرجر كينج) بإضافتها لقوائمها في منتصف القرن العشرين. وتم تحسين النبيذ عندما تم تجميده من قبل شركة سيمبلوت من ولاية أيداهو مدينة في عام 1953. لكن البطاطس عندما تم تجميدها كانت تفقد مذاقها بعد القلي (بسبب قليها بخليط من شحم لحوم البقر وزيت فول الصويا). وبعد تحسين نوعية النبيذ، في عام 1967، قامت شركة سيمبلوت ومؤسس ماكدونالدز، راي كروك، بتقشير البطاطس، وأعطائها لمطابخ المطاعم مباشرة ليقمون بقليها. في البداية، كان هناك ضرر في القلي وذكر التقرير أن شركات مثل القلعة البيضاء وقفت إدراج البطاطس ضمن قوائمها في عام 1950، بسبب أضرار قلي الطاطس التي تم طرحها.
وفي نهاية القرن تم تقديم الكولا مع الهمبورجر، وبعد ذلك تم تقديم البيرة والمشروبات التقليدية أيضا مع الهمبورجر. وتم عمل شركة كوكا كولا الأولى في كولومبوس، جورجيا وكان رأيسها جون بيمبرتون، وكان اسمها في الأصل كوكاوين كما قال بيمبرتون على النبيذ الفرنسي كوكا في عام 1885. وقام فين مارياني بعمل واحدا من أنواع الكوكاوين الأوروبي الهائل. كان في أواخر القرن التاسع عشر زجاجات الصودا تباع في كثير من الاماكن في الولايات المتحدة. وتم إنشاء شركة أخرى في أوائل القرن العشرين وهي: شركة بيبسي الذي إنشاؤها الصيدلي كاليب برادهام وكانت شركة كوكاكولا تنافسها في المبيعات. وكانت محلات عمل الهمبورجر تقدم الكوكاكولا مع الهمبورجر للزبائن. ويُقال أنه في البداية كان يُستخدم شرب القهوة مع الهمبورجر.

## تسويقه

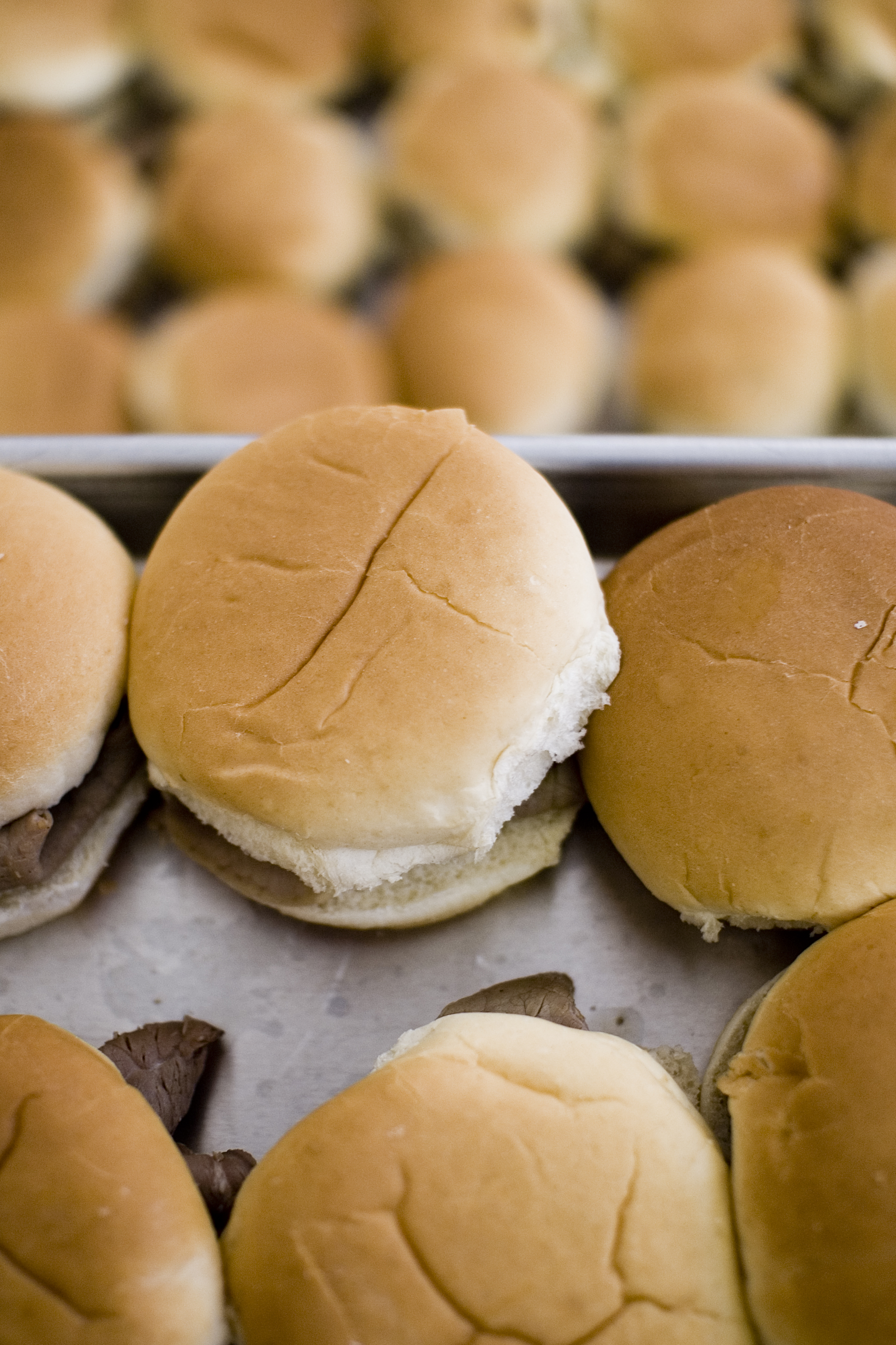
التقدم في التقنيات ومكينات الإنتاج ساعد في عما كميات كبيرة من الهمبورجر.

في القرن العشرين مع الحاجة لتوفير الغذاء للمراكز الحضرية والمراكز مع الكثافة السكانية العالية كان ينبغي أن تكون الأطعمة بأسعار مناسبة اقتصاديا للطبقة العاملة، وذلك لحفظ العمل والإنتاج الصناعي. وظهر الهمبورجر بسبب الحاجة لتناول طعام «سريع» و «رخيص». والتقدم التكنولوجي في مجال حفظ الأغذية وإجراء تحسينات في مجال النقل والإنتاج الزراعي، جعلت من الممكن نقل الهمبورجر بسهولة من مكان إلى مكان آخر. والمجال الاجتماعي الاقتصادي للهمبورجر تأثر في نهاية الحرب العالمية الأولى بسبب الكساد الكبير الذي كان يوجد في عام 1929. وتسبب ذلك في جعل الهمبورجر من الأغذية الرخيصة وأصبح بخمسة سنتات (النيكل). فقد تم اخترع الهمبورجر في العقد الأول من القرن العشرين، والآن يتم تسويقه على نطاق واسع، مما أدى لزيادة إنتاجه واستهلاكه.
وقد ساعد التقدم في خط الإنتاج الأول من السيارات من قبل كارل بنز في عام 1888 في ألمانيا، وظهور الهاتف في القداس في بداية القرن العشرين، جنبا إلى جنب مع وسائل الإعلام الحديثة في انتشار الهمبورجر عن طريق نقله والترويج له. وهناك نسبة كبيرة من الغالبية العظمى من الأميركيين لم يأكلون في مطاعم أو في سلاسل مطاعم الوجبات السريعة التي ظهرت في المدن وكان الأقبال عليها بشكل عام كبير جدا. وكانت تبيع الوجبات بأسعار رخيصة وكانت تهتم بنظافة المكان. ومن ناحية أخرى زيادة السفر عن طريق وسائل مختلفة مثل: السيارة أو الحافلة أو القطار، كل هذه وسائل النقل ساعدة على توصيل الهمبورجر ونقله لأماكن مختلفة ويتم العمل من خلالها في العديد من المدن وقد قام جورج بولمان في عام 1870 باختراع سيارة للنوم، وسيارة لتناول الطعام. وفي نفس العام، قام المهاجر الأنجليزي، فريدريك هنري هارفي، مع فريد هارفي بعمل شركة تقدم الخدمات لمطاعم الفنادق التي تقع بالقرب من محطات السكك الحديدية وتقوم بتقديم الطعام في القطارات، بخدمة وجودة عالية.
وقام المجتمع الأمريكي في ذلك الوقت بوضع مسميات جديدة ومختلفة للوجبات السريعة الجديدة، والتي تنشأ في جميع أنحاء العالم. على سبيل المثال، قام الألمان بعمل الهوت دوج في عام 1867 بواسطة المهاجر تشارلز فيلتمان في مطعمه في كوني ايلاند، نيويورك، وهو صاحب فكرة وضع الفرانكفورتر في الخبز. ثم بعد ذلك ظهر مخترعين كتشارلز مثل هاري ماجلي ستيفنز الذي اخترع لعبة البيسبول وهي لعبة البولو الأرضية وقام ببيعها في نيويورك. كما ظهر المهاجرين الإيطاليين في الشوارع مع عربات الآيس كريم والمطاعم التي تقوم بعمل المكرونة. وأيضا ظهر المهاجرين الصينيين الذين فتحوا المطاعم في البداية لتلبية احتياجات السكان، ولكن لم يقبل عليها الزبائن الأمريكيين، وكانت تلك المطاعم تُقدم الأكل الصيني في الولايت المتحدة.وعلى الرغم من وجود جميع هذة الأطعمة المتنوعة والمختلفة إلا أن الهمبورجر كان الوجبة الأكثر انتشارا.

### نظام القلعة البيضاء
في 16 نوفمبر 1916 قام الطباخ ورجل الأعمال التر أندرسون المشهور ب («والت») بفتح مطعم همبورجر في ويتشيتا بولاية كنساس، وكان يتبع طرق الطهي الصحية وكان يستخدم الشواية أيضا لعمل الهمبورجر وهذة الطريقة الجديدة أعجبت الزبائن كثيرا. وفي هذا الوقت كان الهمبورجر غير معروف للأغلبية في الولايات المتحدة. وأضاف والتر للهمبورجر حلقات البصل أثناء شويه على الفحم، مما أعطى الهمبورجر طعم مميز. ونظرا لزيادة الطلب، في كثير من الأحيان كان يتم بيع الهمبورجر ب12 سنت ، كما أدى ذلك إلى تحويله بعد ذلك إلى شركة لتصدير الهمبورجر. وعلى الرغم من تزايد الطلب على الهمبورجر في تلك الفترة، كان مطعم «والت» واحدا من الأربعة مطعام الأكثر أزدحاماً في المدينة. وفي عام 1926 جاء مندوب التأمين الأمريكي إدغار والدو «بيلي» انجرام من الولايات المتحدة ليشارك والتر في فتح أول مطعم في القلعة البيضاء في ويتشيتا. وتم تأسيس المطعم لعمل الهمبورجر وكان أول سلسلة من مطاعم الوجبات السريعة.

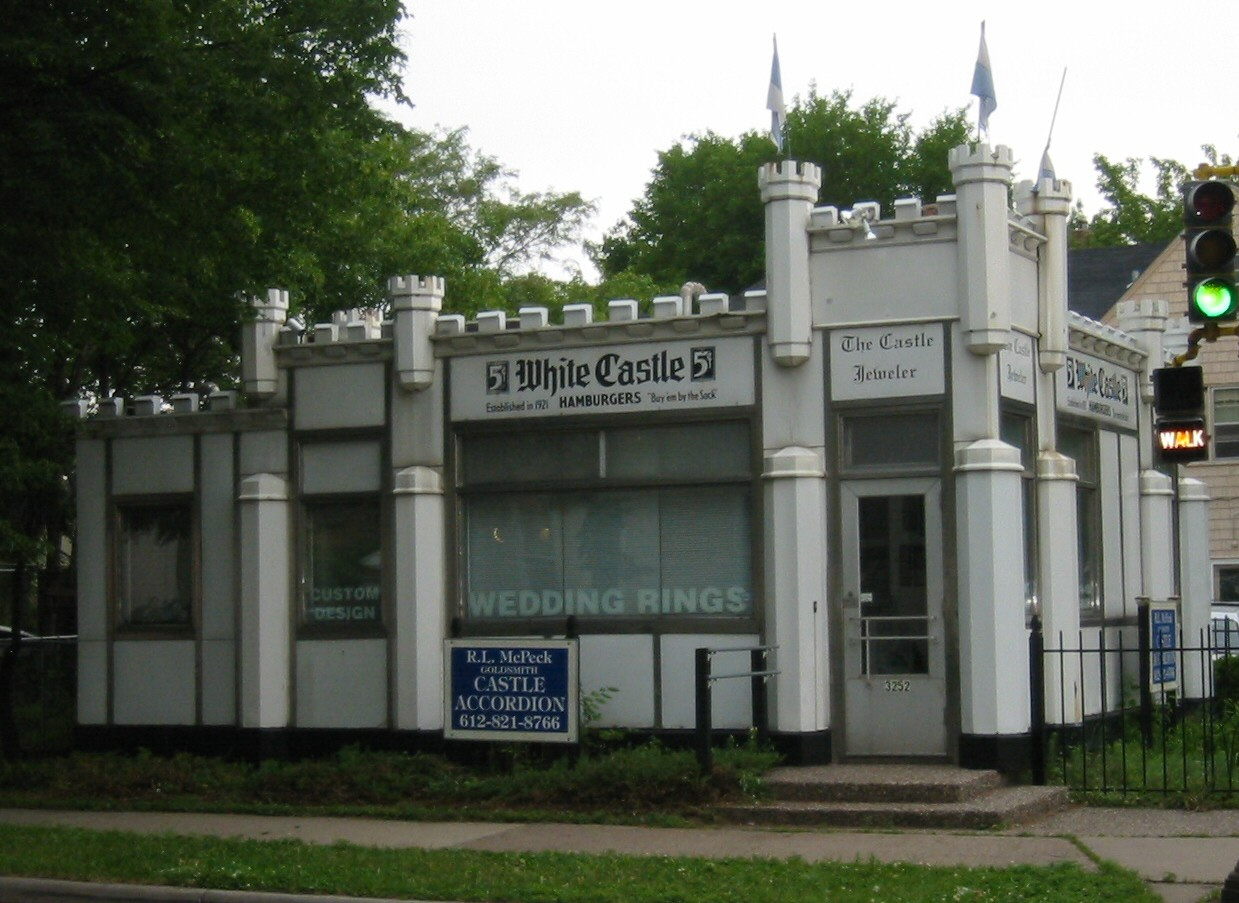
القلعة البيضاء رقم 8 في منيابولس بولاية مينيسوتا.

وسرعان ما ادرك «بيلي» أن كلمة «همبورجر» تشبه قطعة من اللحم البقري الدهني الذي كان يُأكل في المناطق المنخفضة من المدينة. وحاول إدغار والدو تغيير مفهوم الهمبورجر وقام بالكتابة عنه وعن مكوناته في بعض الكتب وهناك كتاب اخرين تحدثوا عنه مثل هنري فورد. وبعد ذلك تم تغيير اسم المطعم الذي اخترع اسم الهمبورجر وكان يقوم ببيعه إلى (نظام القلعة البيضاء).وخلال عامي 1923 و1931، أدلى «نظام القلعة البيضاء» بأنه سيقوم بانشاء ما يقرب من مائة مطعم في المدن في جميع أنحاء الولايات المتحدة. وقام المديرين في القلعة البيضاء لتثقيف موظفينهم بأصدار صحيفة بعنوان: «الهمبورجر السخن» مما ساعد على انتشار بيع الهمبورجر. كانت فكرته بسيطة: هي عمل وجبة سريعة تؤكل في أي مكان وفي أي وقت، بدلا من الذهاب إلى المطاعم والانتظار نصف ساعة أو أكثر، وفي غضون فترة زمنية قصيرة انتشر الهمبورجر بسرعة كبيرة. وتم ذكر الهمبورجر أيضا في رواية أبتون سنكلير بعنوان («الغابة») والتي تحدثت عن فضيحة تجهيز اللحوم، بحيث يتم تقديمها للناس بجودة عالية. وكانت سلسلة مطاعم القلعة البيضاء نظيفة جدا وكان يتم تقديم الهمبورجر بجودة واحدة في جميع المطاعم وكانت هذه الفكرة جديدة في الوقت الذي حاولو فيه إيجاد مفهوما جديدا حول تقديم الطعام في المطاعم. خلال السنوات الأولى، أكدت القلعة البيضاء تقديم القهوة مع الهمبورجر وكانت ذو جودة عالية.
استطاعت سلسلة مطاعم القلعة البيضاءبسبب قوة الدعاية، تغيير النظرة السلبية التي كان متوسط المستهلكين في الولايات المتحدة ينظرون بها لتجهيز وأعداد اللحوم. وفي عام 1931 تحدث أول مطعم من سلسلة مطاعم القلعة البيضاء عن الهمبورجر مع صحيفة أندرسون القديمة.ولاول مرة تم عمل مطاعم خارج المدينة لفتح نوافذ بيع الهمبورجبر بعيدا. ومن المعروف أن القلعة البيضاء لكونها أول شركة تسويق للهمبورجر في تلك المنطقة، والمعروفة باسم 'المتزلجون' كانت تبيعه بخمسة سنتات (النيكل). وفي مارس 1921 أصبح اسمها القلعة البيضاء في ويتشيتا، كنساس. وشارك بيلي انجرام مع والتر كوك أندرسون وفتحوا مطعم سلسلة القلعة البيضاء (القلعة البيضاء). وكانت الفكرة هي توفير غذاء رخيص غير عالي التكلفة وصحيا. وتم عموما عمل أربعة عشر مطعما حتى عام 1932، كما تم تصنيع ورق تغليف الهمبورجر. وبالمثل تم عمل الخزف في المطاعم الجديدة وتم دهان الوجهات بيضاء.
وقام والتر أندرسون بابتكار أفكار جديدة، مثل استخدام ملعقة خاصة لطهي قطع اللحم على الشواية، وكان أيضا أول من وضع الهمبورجر في الخبز. في عام 1949 أدرك ايرل هويل أنه يُمكن عمل الهمبورجر في وقت قصير مماساعد على عمله بسهولة واعتباره من الوجبات اليومية السريعة. وقامت القلعة البيضاء في عام 1195 بعمل خمسة تقارير عن الهمبورجر. كان أندرسون يقوم بوضه الهمبورجر الشواية لفترة غير محددة وكذلك السجق أيضا ثم بعد تسويتهم يضعهم في الخبز. وكان يقوم باستخدام الهمبورجر المجمد بلا من الطازج. وكانت مطاعم القلعة البيضاء تتميز بالنظافة والهدوء والخدمة الممتازة التي تقدمها للزبائن.
فقد ازدادت مبيعات الهمبورجر في عام 1926، وبالفعل ظهرت مطاعم منافسة لسلسلة مطعاعم القلعة البيضاء في ميلووكي وبالتالي ظهرت مطاعم لها أسماء مشابهة مثل: مطعم شطائر البرج الأبيض التي أسسها جون وتوماس ساكس. وكانت المنافسة بين المطعمين شديدة في الثلاثينات. وفي عام 1930 قامت القلعة البيضاء بالفعل بعمل ما يقرب من 116 مطعم منتشر على طول 2,300 كلم. وجميع المطاعم كانت في الولايات المتحدة. وكان مطعم «بيلي» من سلسلة المطاعم الكبيرة للوة جبات السريعة وحاصل عاى الامتياز في اعداد الطعام وكان في الولايات المتحدة أيضا. ولكن ارتفاع اسعار اللحم البقري الحرب العالمية الثانية في الولايات المتحدة جعل هناك انخفاض في المبيعات مما جعل سلاسل مطاعم الوجبات السريعة تقوم بتقليل الاسعار.

### مكدونالدز

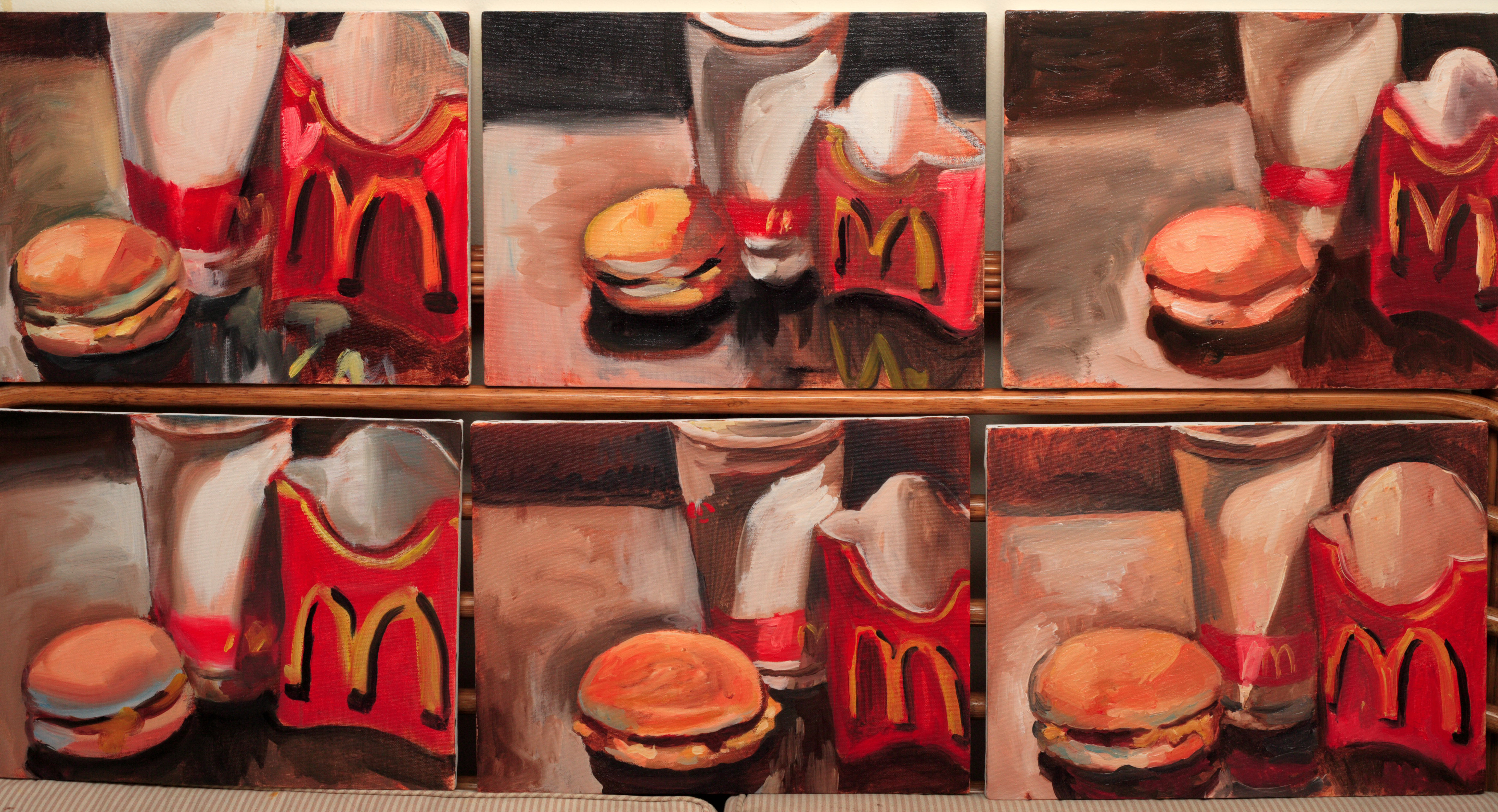
كان ماكدونالدز في الأربعينات يقوم بمحاولة عمل الهمبورجر في أي مكان في الولايات المتحدة، وفي خلال بضعة عقود انتشر الهمبورجر في دول العالم.

قام ديك وماك ماكدونالد في عام 1937 بافتتاح مطعم هوت دوج في مدينة الولايات المتحدة في مونروفيا، كاليفورنيا. وأدت زيادة المبيعات في عام 1940 إلى افتتاح مطعم أخر في الولايات المتحدة الأمريكية، في سان برناردينو في 15 مايو، والذي تم تسميته بماكدونالدز. وكان 80٪ من المبيعات عائداتها تأتي من بيع الهمبورجر. وكان لديهم 25 صنفا مختلفا على القائمة ومعظمهم من منتجات اللحوم. وكانت الوجبات السريعة في عام 1948 دخلت فقط بعض مناطق الولايات المتحدة الأمريكية.وكان هدف المطعم ان يجعل الهوت دوج والهمبورجر أكثر سرعة في الطهي.وكان يقوم مطعم ماكدونالدز في عام 1940 بعمل الهمبورجر في وقت قليل لايتعدى بضع دقائق وكان عليه إقبال شديد واصبح الناس يتناولون الهمبورجر في المطاعم وفي سيارتهم الخاصة أيضافي أي مكان واي وقت مما ادى لزيادة المبيعات. في منتصف القرن العشرين في عام 1950 كان هناك خدمة التوصيل وذلك لتوصيل الهمبورجر لاي مكان ونالت هذة الفكرة أعجاب الأمريكيين. وكان الناس يفضلون تناول الهمبورجر في سيارتهم بدلا من الانتظار داخل المطعم. وقام ديك وماك بافتتاح أول سلسلة مطاعم ماكدونالدز في 15 أبريل 1955 في ديس بلينز، شمال غرب ضاحية شيكاغو. وقام رونالد ماكدونالد بتطويره وتحسين مستوى الخدمة المُقدمة فيه في عام 1963.
كما قام ديك وماك بمتابعة المطابخ والمطاعم الخاصة بهم من أجل تحسينها.مما يجعل طبخ الهمبورجر أسرع، وعمل طرق شوي جديدة له لزيادة المبيعات أكثر. وكان يتم وضع أدوات المائدة والفوط الصغيرة، وكانوا يستخدمون غسالات الصحون لتقديم اعلى مستوى من الخدمة. وقام أيضا ماكدونالد بعمل نظام خاص لإدارة المطابخ بحيث تصبح سلسلة المطاعم الخاصة به مميزة في الولايات المتحدة الأمريكية. مما ادى لتعاقد كثير من الشركات مع هذة المطاعم.
في عام 1955 قفزت المبيعات قفزة كبيرة جدا وكان السبب في ذلك هو اقتراح هاري جون سونبرون الذي اقترح شراء آلة عمل الآيس كريم وبيعه بجانب الهمبورجر وكان راي كروك الذي يبلغ من العمر 52 عاما هو الذي قام بعمل الدعايا لنوسيع سلسلة مطاعم ماكدونالدز في جميع أنحاءالولايات المتحدة وطريقة عمل الهمبورجر كانت موحدة في جميع المطاعم. وكانت هناك بعض الشخصيات التي لهاآراء وأفكار مبتكرة. ومن الجدير بالذكر ان عالم الغذاء بيترسون موكموفين وهو البرتكول الشهير للبيع في عام 1972. وكانت هناك سلسلة مطاعم أخرى من بيج ماك في عام 1968. وكان نجاح ماكدونالدز سببا في توسعه ويرجع ذلك إلى استخدام نظام مميز جدا في مطاعمه كما قام بعمل زي موحد للعاملين بالمطاعم في القرن التاسع عشر مما أدى لوجود منافسين له.واليوم قام ماكدونالدز بعمل تدريبات للعاملين به من اجل تحسين كفاءاتهم وتقديم خدمة أفضل للزبائن. وكانوا يقدمون البطاطس المقلية والكوكاكولا مع الهمبورجر. فكان التوسع تدريجي، وفي عام 1996 تم افتتاح مطعم في نيودلهي. وفي عام 1995، كان في الولايات المتحدة سلسلة مطاعم كبيرة ماكدونالدز وبعدها اليابان، تليها كندا وألمانيا. وأصبحت تلك المطاعم ركزا للعولمة والثقافة الغربية.

### المتغيرات

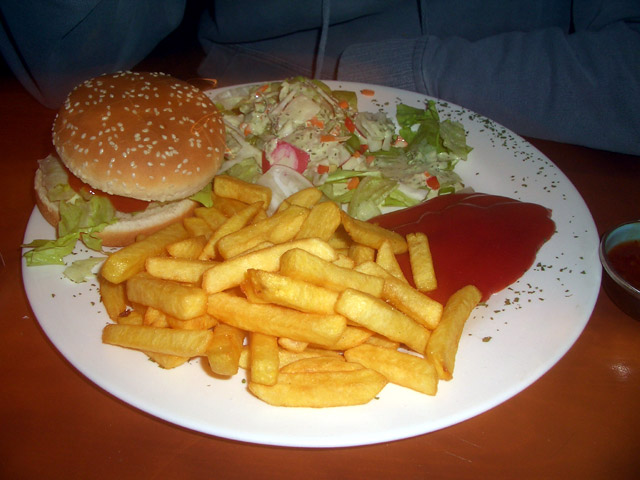
الهمبورجر النباتي.

كانت متغيرات الهمبورجر كثيرة ومختلفة.مما ادى لانتشار الهمبورجر بشكل كبير جدا. وقد حاولت سلاسل المطاعم الأخرى عمل تنوع في الهمبورجر مثل سلاسل مطاعم ماكدونالدز والقلعة البيضاء. وفي عام 1936 قامت شركة كبيرة لتعمل بواسطة الشيف بوب ويان في غلينديل، كاليفورنيا مع مطعم كبير من سلسلة مطاعم الهمبورجر الكبيرة التي كانت تطهي الهمبورجر بطريقة مميزة جدا. وكان اغلبية الزبائن تُضل تناول الهمبورجر مع الخبز. وفي عام 1960 تم توسيع سلاسل مطاعم الهمبورجر في جميع انحاء الولايات المتحدة وكندا. وعلى الرغم من المزايا المقدمة، تم بيع سلسلة مطاعم بوي في عام 1967 إلى شركة ماريوت. وتم عمل سلسلة من مطاعم الوجبات السريعة في عام 1923 في فلينت بولاية ميشيغان من قبل صموئيل بلير تحت باسم «فندق كيب للهمبورجر».
بالرغم من ذلك مازال صعب تحديد الفترة التي ظهر فيها الهمبورجر بدقة. وبعد ذلك تم إضافة شرائح الجبن فوق الهمبورجر في الخبز. فقد قام الطباخ المشهور ليونيل استرنبرجر في الفترة ما بين عامي 1924 و1926 بوضع الجبن مع الهمبورجر في الخبز وبيعه واعجبت هذة الفكرة الناس كثيرا في باسادينا (كاليفورنيا)، في الولايات المتحدة وكان هو أول من اخترع تلك الفكرة. في هذا الوقت، في عام 1928 قامت المطاعم بعمل هذة الفكرة لزبائنها وقامت بتقديم الهمبورجر مع الجبنة واضافته كنوع جديد على قوائم الاكل لديها مثل مطعم مالك لويس في دنفر، ومطعم كولورادو في عام 1935، وقام بوضع علامة تجارية له وهي الهمبورجر الأصفر. وقام رينولدز، مدير أحد المطاعم في ولاية كاليفورنيا في عامي 1932-1984، بأضافة الفلفل الحلو والجبن المطبوخ للهمبورجر وهذة الطريقة هي الأكثر استخداما الآن وقام والتر جربر بعمل هذة الفكرة أيضا في عام 1911، وهو من سكان مدينة ثون في سويسرا، ولكن كان جيمس كرافت هو أول من أدخل هذة الطريقة في أمريكا في عام 1916. وتم وضع العلامة التجارية كرافت فودز على الجبن المطبوخ وتم تقديمها في السوق في عام 1950.
بعدالحرب العالمية الثانية تم افتتاح سلسلة مطاعم برجر كينج. وتم افتتاح أول مطعم له في 4 ديسمبر 1954 في إحدى ضواحي مدينة ميامي، في فلوريدا من قبل جيمس مكلامور وديفيد إجيرتون، كانوا طلابا في معهد إدارة الفنادق بجامعة كورنيل. وكلا منهم ذهب لمطاعم ماكدونالدز عندما كان ديك وماك ماكدونالد في سان برناردينو بولاية كاليفورنيا وشاهدوا الأساليب المبتكرة لتطوير طريقة عمل الهمبوجر وكان هذا هو السبب في أنهم يقررون إنشاء سلسلة مطاعم مشابهة. وفي عام 1959، كانت سلسلة مطاعم برجر كينج بالفعل خمسة مطاعم في عاصمة ميامي، التي كانت سببا للتوسع في جميع أنحاء الولايات المتحدة من خلال نظامها المميز جدا، وطرقها المبتكرة جدا لعما الهمبورجر في ذلك الوقت، بالإضافة إلى اسعارها الرخيصة. لكن بعد توسيع سلسلة مطاعم «برجر كينج»، في جميع أنحاء الولايات المتحدة اشترتها شركة بيلسبري في عام 1967. وفي خلال عام 1970 بدأت سلسلة مطاعم برجر كينج في التوسع في أماكن أخرى مثل أمريكا الجنوبية وأوروبا.
وفي أواخر عام 1970 تم افتتاح سلسلة مطاعم همبورجر أخرى لبيع سندويتشات الهمبورجر على الطريقة القديمة والتي سُميت بسندويتشات ويندي. شطائر هامبورجر الطراز القديم، التي تسمى أحيانا ببساطة ويندي، وكان مؤسسها ديف توماس وجون ستشوثلير في 15 نوفمبر 1969 في كولومبوس. وأصبحت من ثالث سلسلة المطاعم المميزة لبيع الهمبورجر. وفي عام 1980 كان هناك جدلا حول الهمبورجر بسبب أعلان تم نشره قيل فيه انه من اللحم البقري.

## أسطورة الطهي

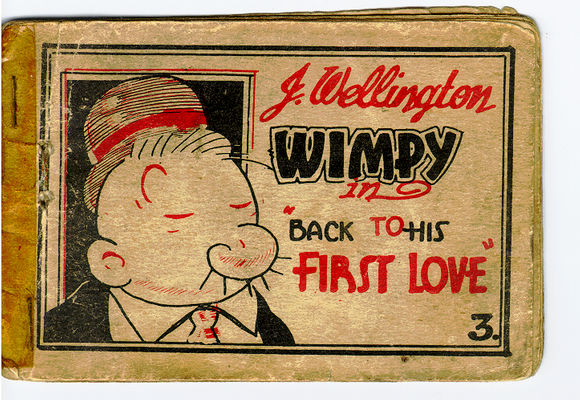
جون ولينغتون ويمبي أحد أصدقاء باباي ويحب الهمبورجر كثيرا. وكان شخصية فكاهية في عام 1931.

بعد الحرب العالمية الأولى انتشر الهمبورجر كثيرا بين الأمريكيين، ومثال على ذلك ظهور الشخصيات الكرتونية مثل باباي البحار كان يأكل السبانخ ليكون قويا. وكان أول ظهور لباباي في 17 يناير 1929 كشخصية ثانوية في مسرح الكشتبان. ومن بين الشخصيات التي تحيط بباباي جون ولينغتون ويمبي وهو من محبي الهمبورجر، وكان يظهر بطابع شرير. وهناك عبارة شعبية كان يقولها «سوف أدفع لكم بكل سرور غدا الهمبورجر اليوم». فكان الهمبورجر في عام 1930 يتم تقديمه للشباب في ذلك الوقت، كغذاء صحي. وتم عمل سلسلة من مطاعم الوجبات السريعة كانت تبيع الهمبورجر ب10 سنتينات. وبنفس الطريقة، تم إنشاء شخصية وهمية جوجهاد جونز (وتسمى تورومبولو بالأسبانية) وتم ابتكارها في عام 1941، وكان يبدو شخصية محبة للطعام، وخصوصا الهمبورجر.
بنفس الفكرة ظهرت شخصيات خيالية في الثقافة الأميركية، مثل المهرج رونالد ماكدونالد وشخصية ويلارد سكوت، الذي ظهر في سنة 1963 لأول مرة في برنامج تلفزيوني. وكانت شعبية الهمبورجر تظهر في زاب الهلال الفني رقم 2، وكانت احدة من الهلال الفني تحت الأرض الأكثر شهرة في أواخر 1960، وقام رسام الكاريكاتير روبرت كرومب بتصميم شخصية تُسمى «همبورجر هايجونس». وبحلول نهاية العقد، ظهر في أعمال آندي وارهول («الهمبورجر المزدوج») وكلايس أولدنبورغ («طبق الهمبورجر»)، كما قام ميل راموس بعمل أعمال أخرى في عام 1965 ومؤخرا ديفيد لاشابيل في عام 2002.
ومن أمثلة انتشار الهمبورجر في المجتمع الأمريكي تمت تسميت أحد المعارك بمعركة هيل همبورجر؛ وكانت خلال حرب فيتنام في مايو 1969. وذلك الاسم يدل على الخسائر في الأرواح البشرية مما جعل المشهد يشبه المجزرة. وكان من إلهامات جورج لوكاس في حرب النجوم هو عمل سفينة هالكون ميلناريو، المستوحاة من الهمبورجر. كما ظهر الهمبورجر أيضا في الثقافة الشعبية في ألعاب الكمبيوتر. وفي عام 1982 أنشاء بورجرتيم، وهو واحدا من المشهورين، لعبة الممرات بواسطة شركة بيانات مؤسسة الشرق. وظهر الهبورجر في التلفزيون الأمريكي في برامج الأكل الأمريكي وغذاء مان الخامس الغذاء.
في عام 1960 كانت مبيعات الهمبورجر كبيرة في المجتمع الأمريكي. وكان الرئيس دوايت أيزنهاور معجب جدا بمدينة اوتوبان الألمانية ولهذا السبب أعلن في عام 1956 قانون الفيدرالية للطرق السريعة، وزادت مبيعات شركات السيارات الكبرى للسيارات في ذلك الوقت. وفي هذا الوقت استخدامت السيارات على نطاق واسع، وفكانت السيارات تستخدم لنقل الهمبورجر وتوصيله أيضا للمنازل. وكانت أول السيارات التي قامت بذلك في الولايات المتحدة. ومنذ عام 1930 أصبح الهمبورجر تدريجيا سلعة غذائية مشتركة في الجغرافيا الأميركية. وخدمت تلك السيارت مطاعم كثيرة منهم مطعم ماكدونالدز بسلاسل مطاعمه، وعدد كبير من سلاسل مطاعم الوجبات السريعة الصغيرة. مما اذى لزيادة مبيعات الهمبورجر بشكل كبير جدا.
وقد تميزت هذه الفترة بسبب الحرب الباردة، وهو مفهوم سياسي جديد خرج بعد الحرب العالمية الثانية. وظهرالهمبورجر في منتصف عام 1950 في الولايات المتحدة في الاحتفالات بالمناسبات الاجتماعية، وكان يتم طهيه على الشواية في الهواء الطلق. في هذا النوع من المناسبات الاجتماعية، كان الهمبورجر اساسيا في جميع الوجبات. وفي أواخر عام 1960، بدأ الهمبورجر يزيد حجم انتشاره بشكل ملحوظ. وبدأت مطاعم همبورجر كينج تنافس مطاعم ماكدونالدز في المبيعاتز. وبسبب ذلك التنافس بدأت أسعار الهمبورجر تنخفض.
في عام 1970، بدأت سلاسل مطاعم الهمبورجر الكبيرة في توظيف جزء من إنتاجها للتسويق. كما كان هناك أيضا حملات إعلانية كثيرة لذلك. وفي أواخر عام 1980، قامت سلاسل المطاعم الكبيرة بعمل دعايا كبيرة جدا لمنتاجاتها. وقد ظهر الهمبورجر في التلفزيون في عام 2011 في مسلسل باباي الكرتوني في كثير من الأحيان.

## الظاهرة العالمية

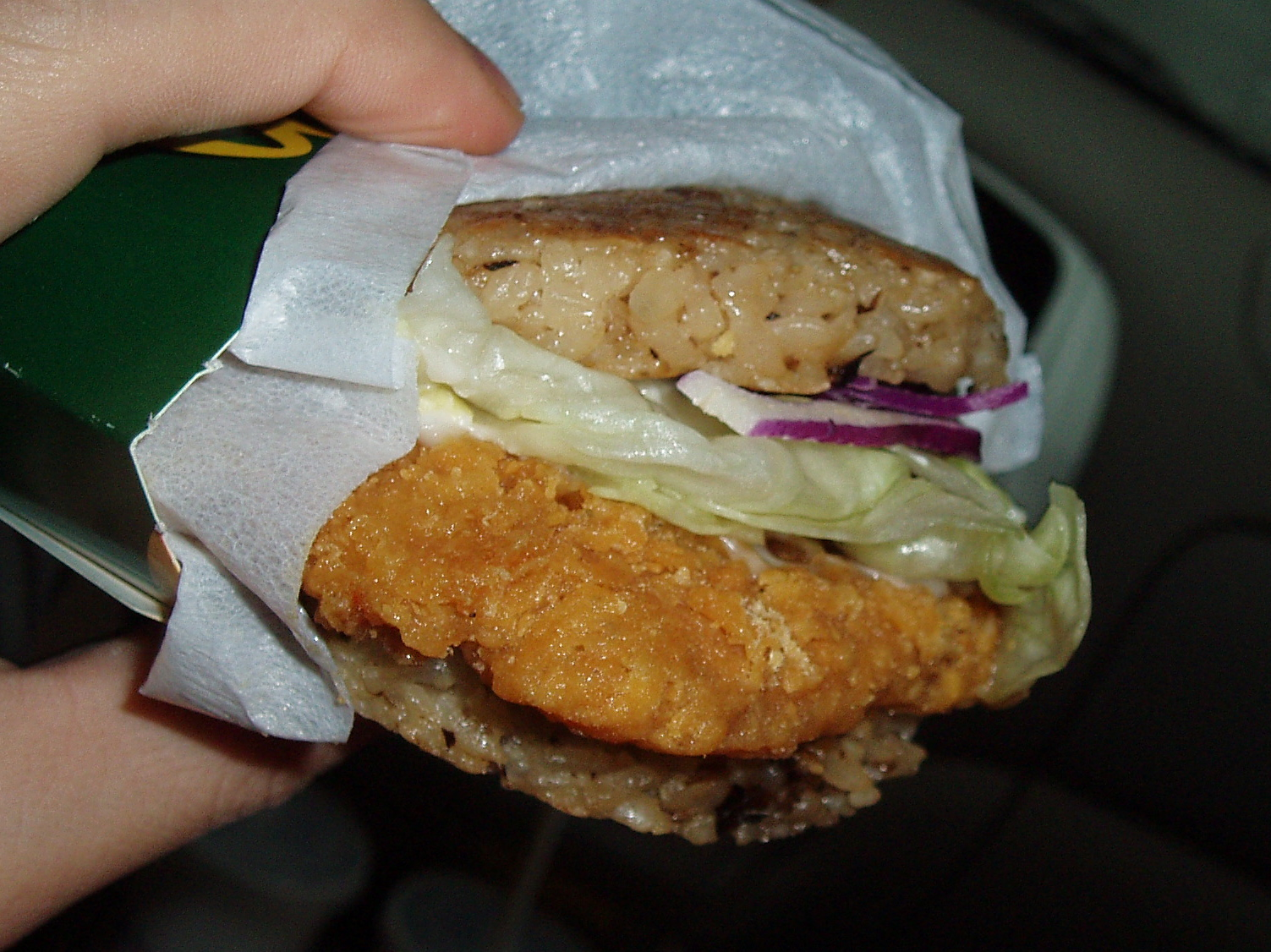
همبورجر الأرز.

المعروف اليوم هو أن الهمبورجر ظهر في الولايات المتحدة، ولكن ليس في منتصف القرن العشرين، بل خلال الحرب العالمية الثانية، عندما بدأ في الانتشار في مختلف البلدان، ومفهوم الوجبات السريعة انتقل بسبب العولمة. وساعد على انتشار هذا المفهوم هو وجود سلاسل كثيرة من مطاعم الوجبات السريعة في كل مكان. والرغبة أيضا في توسيع الأعمال التجارية وزيادة الإيرادات وتوسيع مفهوم العولمة في مجال الغذاء. وكانت أولى الشركات التي تبيع الهمبورجر في البلدان هي ماكدونالدز وفي 21 أغسطس 1971، في زاندام، بالقرب من أمستردام (هولندا)، تم افتتاح الشركة الأوروبية أهولد. وفي عام 1970 تبدأ سلسلة شركات بيع الهمبورجر في التوسع في أوروبا وأستراليا. وفي آسيا واليابان ظهرت في عام 1972 سلسلة من مطاعم الوجبات السريعة: وكانت تقوم بعمل موس برجر وكانت تتنافسمع ماكدونالدز في المبيعات، وكانت تقوم بعمل أنواع مختلفة من طرق طهي الهمبورجر مثل: الهمبورجر عاى الطريقة التركية وهمبورجر توكامي وهمبورجر الأرز. وفي هونغ كونغ، أصبح هناك منافسة بين سلاسل الممطتعم الكبيرة، وسرعان ما انتشرت في جميع أنحاء آسيا. ولاول مرة اخترع فرديناند بولسترات يخترع أول آلات بيع الهمبورجر في أمستردام في عام 1941.
وفي نفس الوقت انتشر الهمبورجر في جميع انحاء العالم، وتم وضع له بعض الإضافات الخاصة مثل اللحمة المفرومة فعلى سبيل المثال، هي تأتي من الحيوانات المحلية مثل (الكنغر في أستراليا)، وكان يقدم الفلفل الحار مع الهمبورجر في وجبة تكس مكس.
انتشار الهمبورجر وتوسيع سلاسل مطاعم الوجبات السريعة، جنبا إلى جنب مع توحيد طرق الطهي، جعل اسعار الوجبات متقاربة تقريبا في المطاعم مما أدى لعائد اقتصادي قليل وهذا طبقا ل«مؤشر بيج ماك» في ذلك الوقت. وقد قام عالم الاجتماع الأمريكي جورج ريتزر بصياغة مفهوم ماكدونالديشن في عام 1995 في كتابه مجتمع ماكدونالدز. وحسب مؤشر بيج ماك فأصبح الهمبورجر يتم بايعه (بالدولار الأمريكي)بدلا من السنتات في أجزاء مختلفة من العالم، مما سمح بتعادل القوة الشرائية للاقتصاد ل120 دولة عالمية. وهناك مطاعم لزيادة القوة الشارئية كانت تقوم بعمل مسابقات على الوجبات وتقديم الهدايا والألعاب ومن المسابقات التي تم إقامتها تلك التي حضرتها كريستال سكار (وكانت تاكل الهمبورجر في مطعم يُسمى كريستال) وكان يُقيم تلك المسابقات برعاية منظمة الاتحاد الدولي للطعام (IFOCE) والذي يُقام سنويا منذ عام.

## في الوقت الحالي

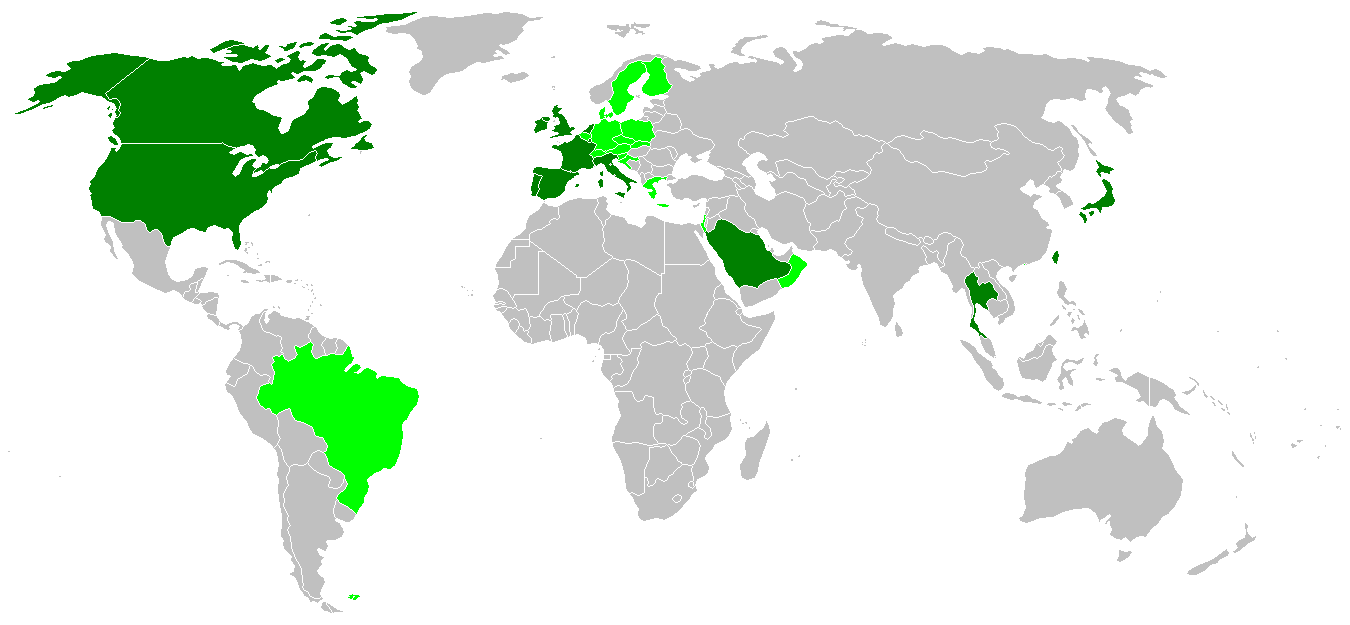
الأخضر الداكن: يشير إالى المناطق التي تم فيها تأكيد حالات بشرية مصابة بمرض جنون البقر، والضوء الأخضر يشير إلى المواقع التي لا حالات بها.

في أوائل القرن الحادي والعشرين ظهر الهمبوجر في موضوعات الطهي، في كتب المأكولات السريعة: فقد قام الصحفي اريك شلوسرتم في عام 2001 بنشر تأثير عمل الوجبات السريعة التي ظهرت في المجتمع الأمريكي. وظهر نوع من الهمبورجر يُسمى ب"جورميه برجر ' وهو يعتبر من احسن أنواع الهمبورجر في أمريكا. وكان أول من قام بعمله هو الشيف دانيال بولود في يونيو 2001، واكن يتم تقديم الهمبورجر مع اللحم والخضار أيضا. وكان مطعم "العزبة القديمة"، هو واحدة من أقدم المطاعم الذي يقوم بعمل الهمبورجر ويبيعه بسعر 44 دولارا مع اللحم البقري الياباني. وقام ريتشارد بليس، وهو طالب من فيران أدريا ، في عام2004 بتقديم نوع جديد من طرق طهي الهمبورجر في أحد المطاعم في مدينة أتلانتا وكان يتم تقديمه في سلسلة من الكريستال ملفوفة بشريط من الحرير. وهذة الطريقة جعلته اشتهر جدا لانها كانت مميزة. وقام ألبرتو تشيكوت في مدريد بتغير طريقة عمله للهمبورجر واستخدم لحم الخنزير وصلصة الطماطم والخردل. وفي عام 1993، ماكس ستشوندور قام بإضافة الصويا للهمبورجر. كما ظهرت شخصيات للرسوم المتحركة التي تأكل الهمبورجر مثل سبونجبوب سكوير في عام 1999.

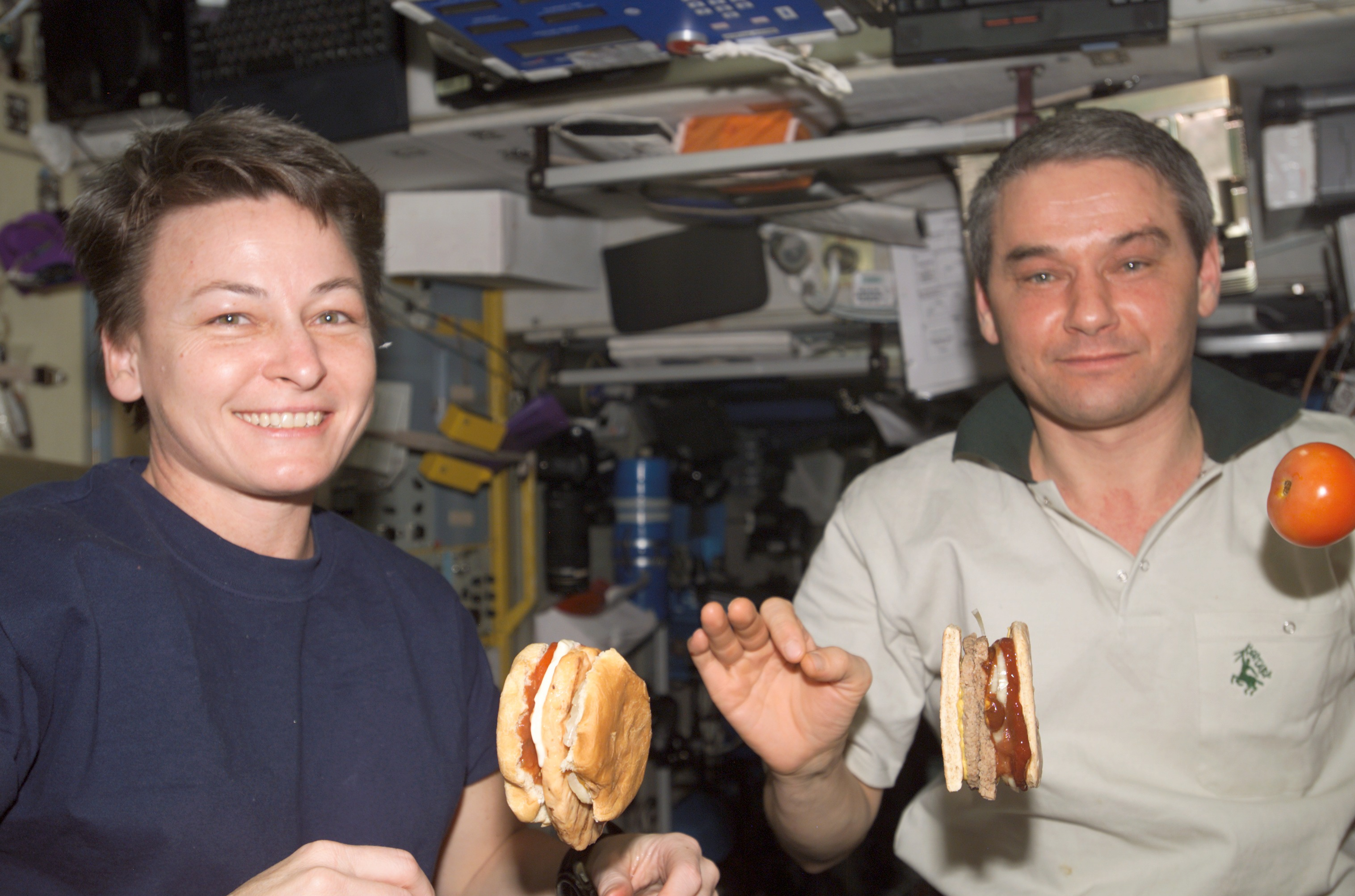
رواد الفضاء يتناولون الهمبورجر في محطة الفضاء الدولية (ISS).

في الولايات المتحدة، في بداية القرن الحادي والعشرين، بدأ الاحتفال بالذكرى المئوية على ظهور الهمبورجر. وكانت هي أول مكان يتم الاحتفال فيه. وفي تكساس في نوفمبر 2006، صدر قرار من الولاية من قبل فليتشر ديفيس أن أثينا هي المدينة التي ظهر فيها الهمبورجر. ومع ذلك، في أغسطس 2007، ولاية ويسكونسن قالت الكلام نفسه على مدينتها سيمور، ويسكونسن (تشارلي ناجرين). مما أدى اتقسيم ظهور الهمبورجر بين المدينتين في الولايات المتحدة. وكان يصادف مهرجان الهمبورجر كل عام في سيمور السبت الأول من كل شهر أغسطس.

### الجدل الغذائي

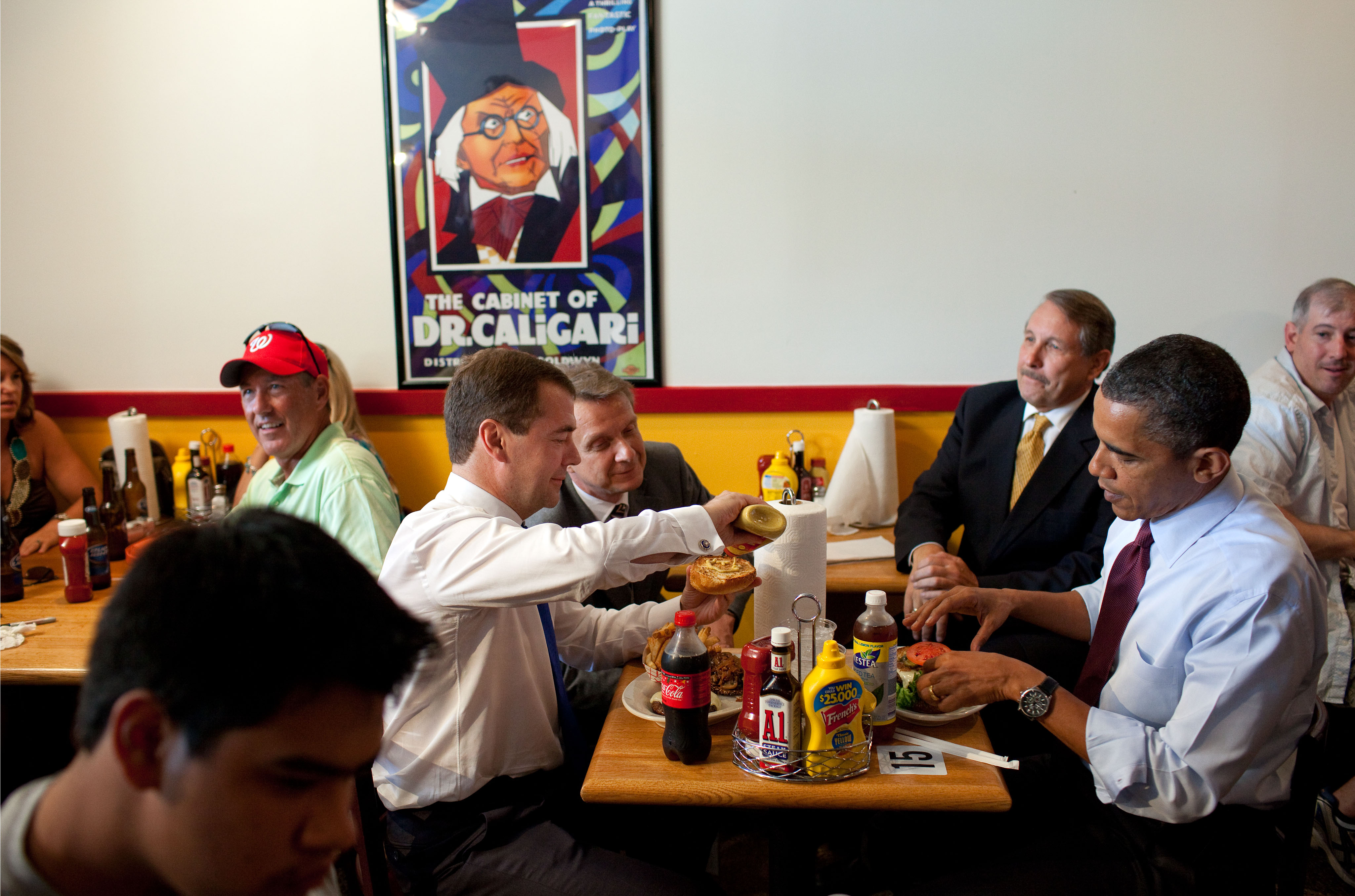
الرئيس أوباما يجلس مع الرئيس الروسي ديمتري ميدفيديف مجتمعين في مطعم راي جيم للهمبورجر ويتناولون الهمبورجر.

في مطلع القرن الحادي والعشرين، كان هناك جدل كثير حول صفات الهمبورجر الغذائية، وكان في ذلك الوقت بدأت الناس تشعر بزيادة الوزن بسبب الأكلات السريعة وأصبحت حريصة على الحفاظ على وزنها مما ترتب عليه ظهور الأطعمة منخفضة السعرات الحرارية، وكان الهمبورجر يحتوي على سعرات حرارية كبيرة حيث أنها تتجاوز ألف سعر حراري مما يساعد على البدانة (NAOS) التي كانت معاهد الصحة AESAN تحذر منها، فهدفها هو مكافحة انتشار مرض البدانة، وخاصة السمنة في مرحلة الطفولة. كما أن تناول الأطعمة ذات السعرات الحرارية العالية تساعد على فتح الشهية والأكل الكثير. مما جعل سلالسل مطاعم الوجبات السريعة تقوم بخفض السعرات الحرارية للهمبورجر منذ بداية القرن الحادي والعشرين. وفي أواخر القرن العشرين قامت مطاعم ماكدونالدز برفع قضية ضد اثنين من العاملين في مجال البيئة وهما هيلين أستل وديفيد موريس بخصوص التشهير الذين قاموا بنشره.
وكانت هناك أزمة كبيرة جدا عندما ظهر مرض «جنون البقر»، وبديله مرض كروتزفيلد جاكوب، مما أدى لأنخفاض استهلاك لحوم البقر في أواخر القرن العشرين وبالتالي ترتب على ذلك أنخفاض مبيعات الهمبورجر في أواخر القرن العشرين وكذلك جميع الأطعمة التي بها لحوم. فذلك أثر على بيع الوجبات السريعة بشكل ملحوظ ممادى لمتابعة شكاوي المستهليكين ومخاوف الناس. وبدأ تنويع الأكلات في قوائم المطاعم وعمل أكلات ليس بها لحوم. وقامت تلك المطاعم ببذل مجهود كبير لعمل همبورجر الدجاج والسمك وهمبورجر الخضروات على طريقة باف فادي الهندي. وأدت تلك المنتجات الجديدة في عام 1970 إلى نجاح كبير وارتفعت المبيعات كثيرا.

### وسائل الإعلام
في أوائل القرن الحادي والعشرين تم عمل فيلم وثائقي عن مخاوف بعض الأمريكيين من استخدام الهمبورجر، ويُسمى الفيلم: الحجم العائلي، من إخراج وبطولة مورغان سبورلوك (2004)، فهو شخصية تتناول الطعام فقط من ماكدونالدز لمدة شهر كامل. وفي نفس العام، تم عمل فيلم هارولد اند كومار في مناطقة مجاورة من مطاعم القلعة البيضاء. وفي وقت لاحق في عام 2006، أصبحت الأكلات السريعة تعكس عالم خيالي، والمؤامرات والمكائد لصناعة اللحوم على الحدود بين الولايات المتحدة والمكسيك، وتم تسجيل ذلك في الكتاب الذي ظهر في عام 2001 بعنوان أمة الوجبات السريعة: الجانب المظلم في كل الوجبات الأمريكية. فقد واجه اهمبورجر في هذا القرن تحديات كبيرة في مجتمع منقسم بين الحرص على ما يأكله ومرض السمنة في حين أنه كان هناك زيادة تدريجية في كمية السعرات الحرارية.
في عام 2009 تم افنتاح سلسلة مطاعم برجر كينج في اليابان. وكان الهمبورجر هو البديل لستيكر BK (نوع من أنواع الهمبورجر المستخدمة في مطاعم برجر كينج) الذي يساوي سبعة فطائر. وقام الرئيس الأمريكي أوباما بعمل نمط جديد من البروتوكول، واجتمع مع الرئيس الروسي في يونيو 2010، وهي المرة الأولى التي يقوم فيها اثنين من القادة الدوليين لإدراج مطاعم الهمبورجر في البروتوكول.